# História da Argentina

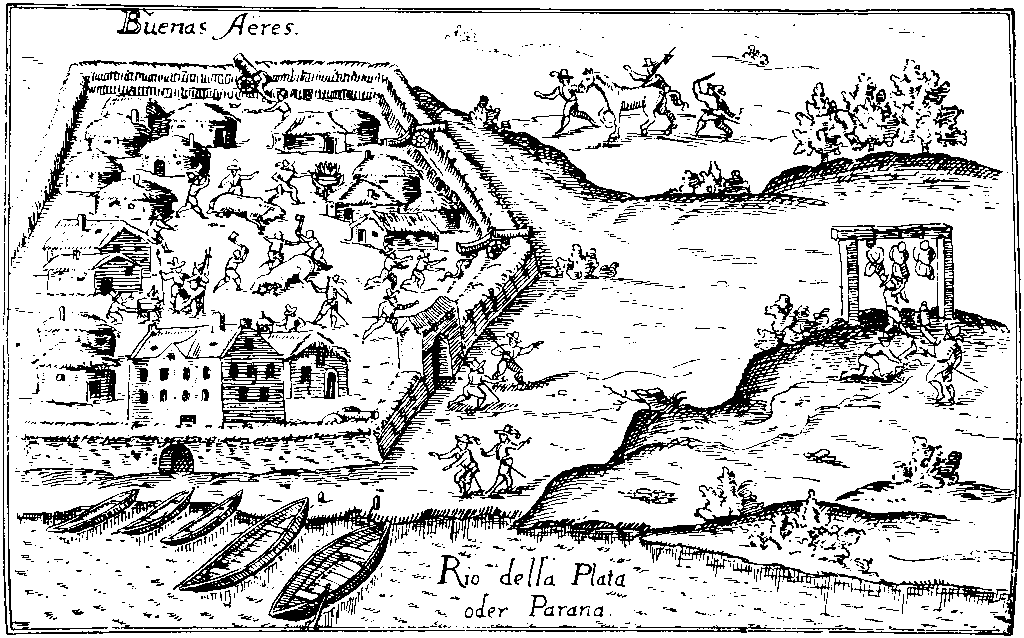
Buenos Aires pouco após sua fundação, em 1536.

A história da Argentina tem início com a chegada dos primeiros seres humanos à região, estimada em onze mil anos antes de Cristo.
A região noroeste de seu atual território formava parte do Império Inca e as pampas eram dominadas por ameríndios nômades.
Em fevereiro de 1516, o navegante espanhol Juan Díaz de Solís pilotou sua embarcação ao estuário do Rio da Prata e reclamou a região em nome da Espanha.
A colonização espanhola se deu ao longo dos séculos XVI e XVII. O nome Argentina vem de argentum, prata em latim, após o metal precioso ter sido encontrado nas mãos de alguns indígenas, sem saber que eles o haviam tomado dos marinheiros da expedição portuguesa dirigida por Aleixo Garcia.
A independência da Argentina ocorreu em 1816 após a revolução de Maio que teve seu processo iniciado em 1810.

## Pré-história

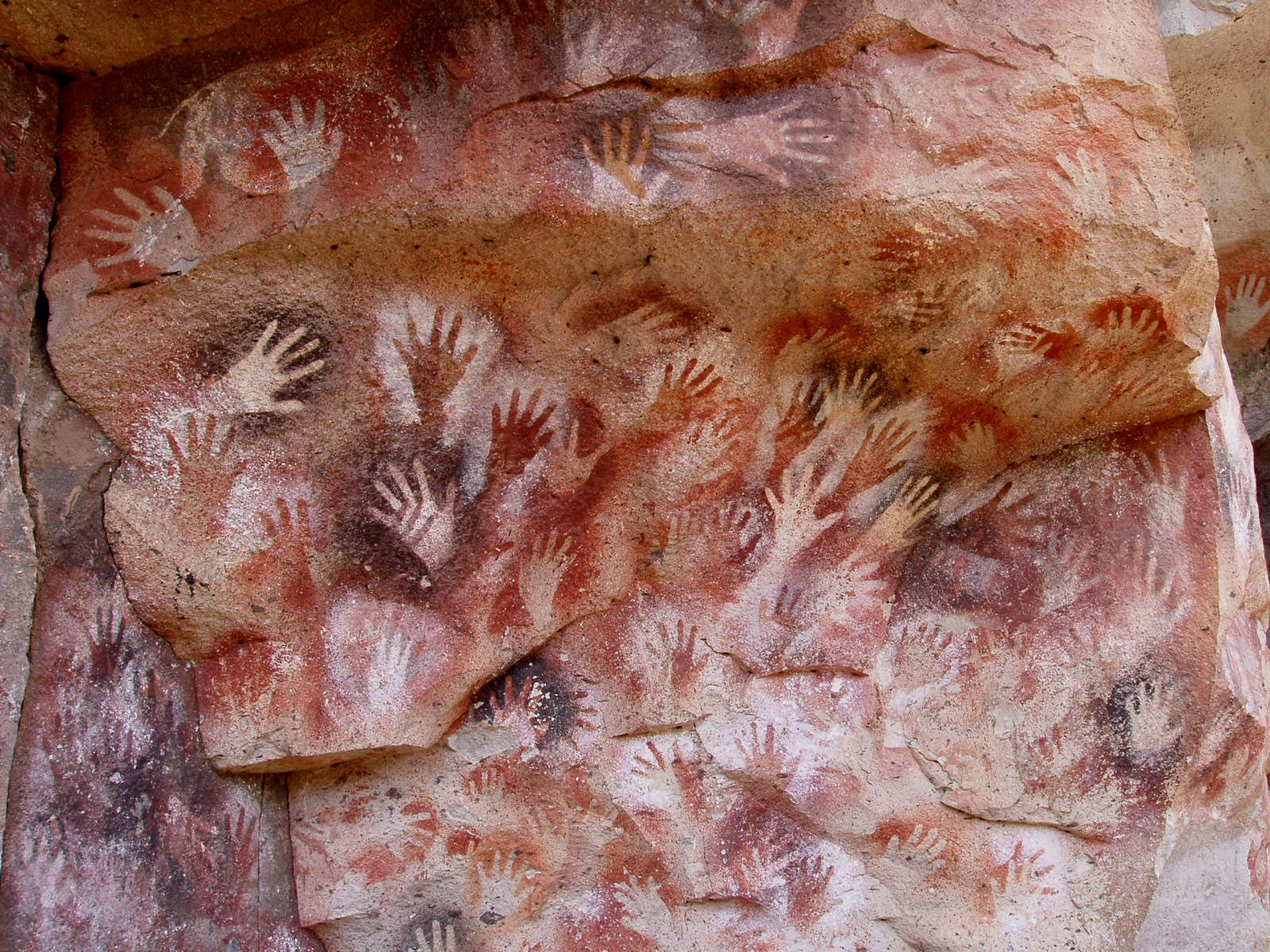
Cova das Mãos, Santa Cruz.

Os primeiros seres humanos a chegarem no atual território argentino parecem ter vindo pelo extremo sul da Patagônia, provenientes do que hoje é o Chile. A presença humana mais antiga se encontra em Piedra Museo (Santa Cruz) e remonta a 11.000 anos a.C. Junto com os sítios arqueológicos de Monte Verde (Chile) e Pedra Furada (Brasil) constituem, até o momento, os locais de povoamento mais antigos da América do Sul e sustentam a teoria de povoamento recente da América.
Outro remoto assentamento foi localizado em Los Toldos, também na província de Santa Cruz, com restos que datam do Décimo milénio a.C.
Estes primeiros habitantes do território argentino caçavam milodontes (Milodon darwinii) – semelhantes a um grande urso com cabeça de camelo; já extinto – e hipidions (Hippidion principale) – cavalos sul-americanos que desapareceram há 10.000 anos – além de guanacos, lhamas e emas.
Próximo dali também é possível ver as pinturas de mãos e guanacos estampadas 7300 a.C. na Cova das Mãos (Rio Pinturas, Santa Cruz). Trata-se de uma das expressões artísticas mais antigas dos povos sul-americanos e foi declarada Património Mundial pela UNESCO.
Por volta de 9000 a.C. já havia se iniciado o povoamento dos pampas, ao passo que a zona noroeste do território argentino começou a ser habitada em 7000 a.C.

### Zonas culturais
Os povos primitivos argentinos se dividiram em dois grandes grupos: os caçadores e coletores, que habitavam a Patagônia, o Pampa e o Chaco; e os agricultores, instalados a noroeste, regiões próximas à Cordilheira dos Andes, as serras de Córdoba e, mais tarde, a Mesopotâmia argentina.

### Culturas andinas do oeste e noroeste
Cultura de Ansilta. Uma das primeiras culturas a desenvolver uma agricultura foi a Cultura de Ansilta, em Mendoza, San Juan e San Luis.
Cultura Condorhuasi. No ano 200 a.C. aparece a Cultura Condorhuasi, na atual Catamarca. Foi uma sociedade de pastores de lhamas onde a agricultura era apenas complementar. Tiveram violentos rituais, em que utilizavam de modo xamanista alucinógenos como o angico e realizavam sacrifícios humanos. [carece de fontes?]  Estiveram entre os primeiros em realizar ligas metálicas. Atualmente chamam a atenção suas esculturas antropomorfas de pedras. Desapareceu entre o ano 200 e 500
Cultura Tafi (200 a.C.-800 d.C.). Aparece no que hoje é o território de Tucumán. Eram agricultores que cultivavam, entre outras coisas, milho, em bem elaborados andares e socalcos, além de domesticar lhamas.
Cultura da Ciénaga (século I-600). No século I apareceu a primeira sociedade plenamente agrícola que já se desenvolveu no atual território – a Cultura de Ciénaga, também na região de Catamarca. Tinham plantações de milho e sistemas de irrigação por canais. Tinham rebanhos de llamas ou lhamas e as utilizavam em caravanas para realizar intercâmbios entre aldeias. Construíram pequenas aldeias com no máximo 30 casas e foram antecedentes diretos da Cultura de Aguada.
Cultura da Aguada. Entre os séculos IV e X se desenvolve a Cultura da Aguada no território das atuais províncias de Catamarca e La Rioja, definida como "a mais andina das culturas do noroeste argentino", vinculada ao horizonte cultural Tiwanaku. A Aguada caracterizou-se por desenvolver uma extraordinária arte ao redor da figura do jaguar. Segundo José Pérez Gollán a Aguada é o momento histórico das culturas do Noroeste, em que surge uma nova forma política: os chamados "senhorios" ou "chefaturas", por estarem dominadas por um "senhor", que dominava uma determinada região pelo controle do excedente econômico e os recursos simbólicos.
Sua economia sustentava-se em uma expansiva agricultura de socalcos irrigados por complexos sistemas hidráulicos. Produziam milho, feijão, abóbora e mandioca. Trocavam produtos com lugares muito distantes – San Pedro de Atacama ou o Vale de Copiacó, usando um sistema de transporte baseado em lhamas. A metalurgia era muito avançada e descobriram o bronze antes da chegada dos espanhóis. Desaparece próximo a 900.

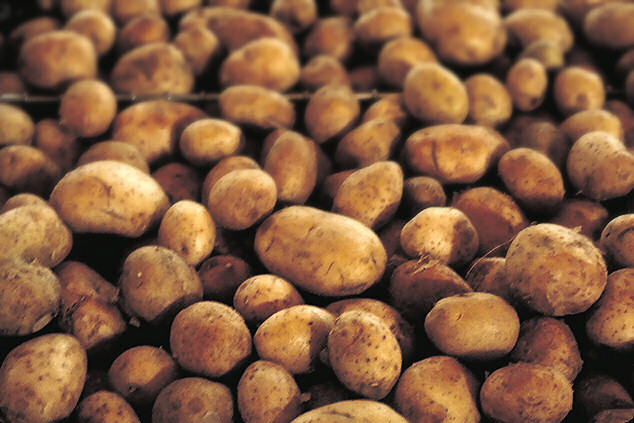
A batata é de origem sul-americana e mudou substancialmente a alimentação na Europa.

Cultura Santa Maria (1200-1470): a existência de terraças de cultivo e sistemas de irrigação muito complexos permitiu a Santa Maria ter uma grande população e acumular excedentes que eram armazenados em silos subterrâneos. Cultivaram o milho, a batata, o feijão, a quinoa e a abóbora; coletavam intensivamente alfarrobeira (Ceratonia siliqua) e Geoffroea decorticans. Foram exímios produtores de gado e utilizavam a forragem. Realizaram uma ampla troca de produtos com outros povos distantes usando suas caravanas de lhamas. Alcançaram um notável desenvolvimento da metalurgia do cobre, ouro e prata, além de serem conhecidos em toda a região por bronzes de excelente qualidade. Santa Maria alcançou uma grande complexidade sociopolítica: um senhor – cujo poder era hereditário –, guerreiros e sacerdotes. A cultura Santamariana coincida em grande parte com a etnia pazioca, conhecida também por sua denominação em quechua de diaguitas.
A Invasão Inca (1400-1520). A Formação de Tucuman: um século antes da chegada dos espanhóis à América, o noroeste andino do que hoje é a Argentina registrava a presença de uma grande quantidade de povos sedentários com identidades, culturas e civilizações próprias; entre eles contavam-se os pazioca, atacamenhos, omaguacas e huarpes. No século XV grande parte do território desses povos foi invadido pelos quechuas e anexado à zona meridional do Collasuyu (região meridional do território inca).
As Culturas Andinas independentes (1400-1520): Fora do território inca existiram no atual território argentino outras populações sedentárias com influências culturais andinas, como por exemplo os lule-toconoté (em guerra com os quechua) e os sanavirões na área que atualmente corresponde às províncias de Tucumán, a oeste de Santiago del Estero e norte de Córdoba, assim como os comechingões nas serras de Córdoba e San Luis.
Santuários Incas de Alta Montanha: Um dos mais interessantes pontos incas do território argentino foi o centro de rituais mais elevado do mundo, o vulcão Llullaillaco, a 6.710 metros, onde se realizavam sacrifícios humanos. Para os incas as montanhas eram huacas (lugares sagrados) e por essa razão estabeleceram um sistema de santuários nos cumes das montanhas mais altas dos Andes. Em 1999 uma equipe de arqueólogos realizou o resgate de três múmias incas, uma jovem (a donzela), uma menina (a Menina do Raio) e um menino, sacrificados no cume do vulcão, consagrados a Inti (deus do sol), Illapa (deus do raio) e Viracocha (o criador). Ceruti explica que "escolhiam-se meninos porque eram símbolos de pureza ante os deuses, e as meninas eram criadas na Casa das Virgens do Sol, onde viviam desde os oito anos de idade até o momento do sacrifício. O consumo de folhas de coca e o álcool de chicha adormecia as vítimas eleitas. Ao menos nesse caso não morreram com um golpe no crânio, nem por asfixia ou estrangulamento. Serenamente, ficaram adormecidas e morreram congeladas". Os meninos saíram a pé de Cuzco, acompanhados por um grupo de sacerdotes, em algum momento próximo ao ano de 1500.
O Senhorio de Tastil. Tastil (Salta) é considerada a maior cidade pré-colombiana do atual território argentino. Com uma população de 3.000 habitantes do conjunto lickan-antay, sustenta-se que o Senhorio de Tastil chegou a contar com uma série de colônias na atual região de Salta e Jujuy. Tastil ficou subitamente desabitada ao final do século XIV – no momento de seu apogeu – antes da invasão quechua, não há consenso entre os estudiosos sobre as causas de seu colapso.

#### Culturas da Mesopotâmia

##### Os guaranis
Na Mesopotâmia Argentina, assentaram-se, também recentemente, os Guaranis, provenientes da Amazônia e parte do grupo cultural conhecido como Tupi-Guarani. Estabeleceram-se no território argentino ao final do século XV e começo do XVI, vindos de noroeste principalmente pelos rios e outros cursos de água. Subdividiram-se em distintos grupos dependendo da região que habitavam, como os guaranis das ilhas (nas ilhas do Delta do Paraná), os de Carcarañá, de Santa Ana (ao norte de Corrientes), os cáingang ou cainguás (na região mesopotâmica) e os chiriguanos (no Chaco).
Viviam em aldeias (tekua) que constituíam verdadeiras unidades tribais por ser entidades econômicas independentes. Cada aldeia guarani estava dirigida por um chefe político chamado mburuvichá e um chefe religioso chamado pajé. Sua organização social estava encabeçada por um cacique (tuvichá) hereditário.
Eram excelentes navegadores de canoas, caçadores da selva, coletores, pescadores e praticavam a agricultura. Entre os cultivos principais destacavam-se a mandioca (mandi'ó), a batata (jetý), a cabaça (andai), a abóbora (kurapepê), o milho (avati), o feijão (kumandá), o algodão (mandyju) e a erva mate (ka'á), usado para preparar a bebida que até hoje se conhece.
Os guaranis guiavam seus atos – e ainda guiam – pela busca da "Terra sem Mal", a base de sua cultura guerreira e suas práticas canibais. O povo guarani ingressou violentamente na região da foz do Rio da Prata, gerando um conflito permanente com as populações primitivas não guaranis que habitavam a área. Sua estratégia guerreira fundava-se em um sistema de maciços ataques. Antes deste faziam cair sobre as forças adversárias uma chuva de flechas e pedras. Logo vinha uma investida direta com lanças, porretes ou garrotes.
No século XV, a sociedade guarani passava por um período de mudança. Começaram a aparecer instituições unificadoras que provavelmente a longo prazo haveriam levado ao surgimento de um Estado. Surgiram os karai (palavra que inicialmente significava alguém supostamente dotado de poderes mágicos e logo passou a significar "senhor"), profetas aceitos por todas as tekua (aldeias), que se enfrentavam entre si num permanente ciclo de busca da "Terra sem Mal". Os Karai percorriam as aldeias predicando uma mensagem de aviso de importantes mudanças, e não pertenciam a nenhuma tekua em particular – eram Pan-Guaranis.
Cem anos depois, com a invasão europeia na região, chegaram os jesuítas, que, em certo sentido, vieram competir diretamente com os karai. Ainda que estrangeiros, traziam uma mensagem unificadora. Sobretudo havia algo muito importante: os guaranis que aceitavam sua convivência passavam automaticamente a estarem cobertos pelas leis do rei da Espanha.

#### Culturas do Chaco
Na região norte do Chaco instalaram-se cinco culturas ou famílias linguísticas: guaycurú, mataco-macá, tupi-guarani, arauac e lule-vilela. À Cultura Guaycurú pertencem qom'lek, pilagás, mocovíes e os abipones. Distinguiam-se por suas habilidades guerreiras e com a chegada dos espanhóis incorporaram o cavalo, resistindo à colonização. Os espanhóis os chamavam de "frentones" (especialmente aos qomlek) porque depilavam a frente. Ocupavam o território oriental e sul da região do chaco. À Cultura Mataco-Macá integram os wichis ("mataco"), chulupies e chorotes; localizavam-se na região ocidental do Chaco. Chiriguanos pertenciam à Cultura Tupi-Guarani, a oeste da região. Na mesma área assentaram-se os chané, da Cultura Aruaques. A noroeste, ficavam os vilelas, desaparecidos durante a Colônia.
Muitas destas culturas ainda guardam a memória do grande cataclismo produzido por uma chuva de meteoritos gigantes no século XXXVIII a.C. na zona conhecida como Campo do Céu.

#### Culturas do pampa e da Patagônia
Na região dos pampas e Patagônia destacaram-se os het ("pampas antigos" ou "querandies"), os Tehuelches (tsonek) e sobretudo os Mapuches – estes controlavam o norte da Patagônia até o fim do século XIX. Os estudos antropológicos dos grupos caçadores e coletores, tradicionalmente considerados mais simples que os povos agricultores, puseram de manifesto a complexidade que alcançaram culturas de um alto grau de simbolismo, como os sélknam, aush, yaganes e kawésqar, da Terra do Fogo.

## Cultura e colonização espanhola

### A conquista espanhola (1516-1665)
Os primeiros europeus chegaram à região com a expedição de Américo Vespúcio, que contornou a entrada do Rio da Prata em 1502. Posteriormente, o navegador espanhol Juan Díaz de Solís, em busca de uma passagem para o Pacífico, descobriu o Rio da Prata em 1516, e ao desembarcar no atual território do Uruguai foi atacado e morto pelos charruas. Os sobreviventes embarcaram novamente até a Espanha, mas muitos destes naufragaram e se refugiaram na Ilha de Santa Catarina, atual Florianópolis.

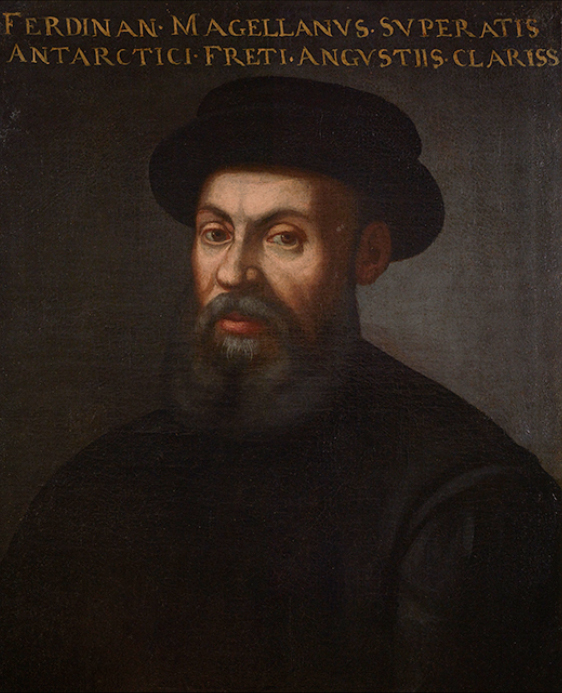
Fernão de Magalhães, "descobridor" do Oceano Pacífico e do estreito que leva seu nome.

Fernão de Magalhães percorreu a totalidade do litoral argentino, encontrando-se com os Tehuelches, aos que por sua altura foram denominados Patagões. Acredita-se que navios de sua expedição, desviados por um temporal, haveriam chegado às Ilhas Malvinas; em sua expedição viajou Antonio Pigafetta, autor das primeiras descrições geográficas destas terras. Em 1526 uma expedição com o objetivo de repetir a viagem de Magalhães e Elcano, capitaneada pelo italiano Sebastião Caboto, encontrou-se com os náufragos de Santa Catarina, os quais lhes contaram histórias ocorridas nos locais, segundo os quais, remontando o chamado "Mar de Solís", chegava-se a uma terra chamada "Serra de Prata". Tentados por possíveis riquezas, os expedicionários decidiram ir em sua busca. Assim, internaram-se no "Mar de Solís" (o Rio da Prata), ao que nomearam "Mar Doce". Na ribeira do rio Paraná fundaram o forte Sancti Spiritu, próximo à atual cidade de Coronda (Santa Fé). Percorreu o Rio Paraná, chegando ao Paraguai. Sem sucesso, voltou à Espanha em 1530, onde se difundiram as lendas da Serra de Prata e "O Rei Branco".
Após a conquista do Peru, a Coroa entregou as terras da América do Sul em "Capitanias", concedidas aos patronos. Em 1534 a parte norte da atual Argentina foi entregue a Pedro de Mendoza; a região que vai do Estreito de Magalhães até o Polo Sul passava a ser outorgada a Pedro Sarmiento de Gamboa. Mendoza chegou ao Rio da Prata em 1536 e fundou o Porto de Santa María del Buen Ayre, em honra à virgem de Bonaria, da cidade de Cagliari, patrona dos navegantes. Acredita-se que a cidade havia assentado o atual Parque Lezama de Buenos Aires.
A relação com os pampas e querandies que habitavam a área foi cordial no começo, com o abastecimento de mantimentos na expedição graças a eles; mas como esses povos eram nômades, logo houve tensões devido às demandas espanholas pelo que os "índios" não tinham para dar. Assim, enquanto os capitães da expedição percorriam a região em busca de ouro e prata, aqueles que ficaram na cidade guerreavam constantemente com os locais.
Juan de Ayolas percorreu o Paraná, nas margens do qual fundou o forte Corpus Christi, próximo às ruínas do Sancti Spíritus. Ao norte do Paraguai, sobre o rio de mesmo nome, fundou Candelaria, de onde saiu em direção ao Alto Peru, já governador delegado, visto que Mendoza voltou à Espanha devido à sua saúde — morrendo em alto-mar. De Candelaria Domingos Martínez de Irala e Juan Salazar de Espinosa continuaram a exploração, cujos resultados foram a fundação de Assunção (1537) e o descobrimento da desejada "Serra da Prata", à época já ocupada por espanhóis: Potosí.
Em 1537, com a morte de Mendoza, a coroa ditou a Real Cédula de 12 de setembro de 1537, dizendo que no caso da morte de Ayolas, o cargo de governador ficaria à disposição dos votos dos habitantes. Com a morte deste, Irala foi eleito governador, ordenando o despovoamento de Buenos Aires, ocorrido em 1541.
No caso de outra capitulação que cobria o território argentino, a cargo de Simón de Alcazaba e um grupo denominado "os leões", teve destino trágico. No início de 1535 a expedição chegou ao Golfo de São Jorge, atual Chubut, onde fundou o forte denominado Nueva León, de onde se realizaram várias expedições. Porém, devido às inclemências do clima e do terreno, os poucos sobreviventes se amotinaram, mataram Alcazaba e se dedicaram à pirataria.

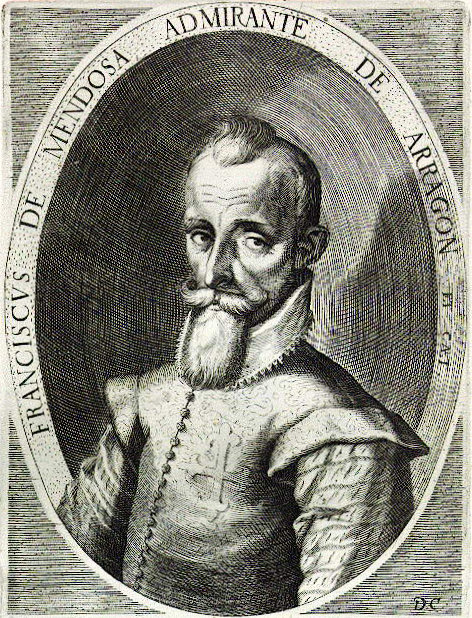
Francisco de Mendoza.

Sarmiento de Gamboa fundou Filipolis (Ou Real Felipe) e Nome de Jesus no Estreito de Magalhães (atualmente sob jurisdição chilena), tendo pouco sucesso devido ao clima e atividade de corsários ingleses (Sarmiento de Gamboa foi sequestrado por eles). Com tais fatos, pode-se dizer que o processo de Capitanias falho — exceto por parte dos sobreviventes de Santa Maria de Buenos Aires: este foi o núcleo europeu que fundou Assunção do Paraguai e, a partir de Assunção, se repovoaria "O Litoral" e Buenos Aires, assim como a fundação de Santa Cruz de la Sierra.
O interior argentino começou a ser explorado pouco depois da conquista do Peru. Em 1536 Diego de Almagro percorreu o norte em busca de uma passagem para o Chile. Foi Diego de Rojas o primeiro a realizar uma exploração com destino ao território conhecido hoje como Tucumán. Entrando pela Quebrada de Huamahuaca em 1543, Rojas foi morto em um conflito com os indígenas em Santiago del Estero. A expedição continuou a mando de Francisco de Mendoza, com que chegaram ao Rio Paraná. Mendoza foi morto por seus homens devido ao seu tratamento despótico e os sobreviventes retornaram ao Peru. O governo peruano encomendou uma terceira expedição, iniciando sua marcha em 1549 com o objetivo de colonizar o território. A "entrada" deste teve sucesso em 1550 com a fundação da cidade Do Barco aos pés da Serra do Aconquija (atual Tucumán).
Pouco tempo depois chegou ao lugar Francisco de Villagra, representante de Pedro de Valdivia, alegando que aquelas terras correspondiam à jurisdição da Capitania Geral do Chile. Núñez del Prado decidiu transladar a cidade mais ao norte, nos Vales Calchaquies, de difícil acesso e onde haviam se refugiado várias tribos nativas da perseguição espanhola. A hostilidade dos diaquitas determinou que a cidade Do Barco fosse mudada uma segunda vez, novamente ao sul, estabelecendo-se nas margens do Rio Doce (atual Santiago del Estero). Informado de tal fato, Valdivia enviou Francisco de Aguirre para substituir Núñez del Prado, a quem despachou apressado ao Peru. Com a posse da cidade resolveu fazer um 3º traslado, 2 km ao sul, em um lugar mais elevado, renomeando-a Santiago del Estero (1553).
A província de Tucumán  fundaram-se três cidades como defesa de Santiago del Estero: Cañete, Londres e Córdoba del Calchaqui, mas a hostilidade do governador Castañeda com os índios gerou uma rebelião destes sob a direção de Juan Calchaqui, cacique do Omaguacas, que destruíram as cidades estabelecidas como defesa. Em 1563, quando Felipe II decretou que Tucumán seria dependente da Audiência de Charcas, foi nomeado governador novamente Francisco de Aguirre. Este decidiu reconstruir as cidades que haviam sido destruídas e, em 1565, Diego de Villaroel fundou San Miguel de Tucumán, onde antes havia existido Cañete. O sucessor de Aguirre buscou se desprender da tutela de Charcas, orientando a colonização para o Atlântico para se relacionar diretamente com a Espanha. Assim, em 1573, fundou a cidade de Córdoba de Tucumán.
No Rio da Prata, a colonização concentrou-se no Paraguai, onde os guaranis eram numerosos e sedentários, passíveis de ser encomendados. Ao longo do governo de Irala, o governador Juan de Garay tinha a mesma ideia que Cabrera, de forma que em 1573 marchou para repovoar Buenos Aires. No caminho para a foz do Paraná encontrou-se com Cabrera, a quem reconheceu o direito sobre a área. Garay decidiu então fundar no lugar uma cidade intermediária: Santa Fe da Vera Cruz. A tarefa de Garay completou-se em 1580, quando fundou a cidade de Trinidad e Porto de Santa Maria del Buen Ayre, que com o tempo seria conhecida como Buenos Aires.
Na região do Cuyo, o governo fundou em 1561 a cidade de Mendoza, por Pedro de Castillo. Anos mais tarde, em 1594, seria fundada San Luis de la Punta de los Venados, atribuída a Luis Jofré de Loaysa, completando a colonização do Cuyo, habitada por pacíficos huarpes — que sofreram duramente o julgo imposto pelos conquistadores (trabalho e morte nas minas do Chile).
A colonização continuou de maneira paulatina, fundando-se cidades que séculos mais tarde dariam origem às províncias argentinas: Hermando de Lerma fundou em 1582 a cidade de San Felipe de Lerma no vale de Salta; em 1588 o processo se estende à província do Rio da Prata, com a fundação de San Juan de Vera de las Siete Corrientes; em 1591 Juan Ramirez de Velasco funda a cidade de Todos los Santos de la Nueva Rioja e, em 1592, é fundada San Salvador de Jujuy por Francisco de Argañaraz. A última das cidades argentinas é San Fernando del Valle de Catamarca, fundada em 1683 por Fernando Mate de Luna. Em 1599, os jesuítas se estabeleceram em Córdoba, e em 1613 fundou a Universidade de Córdoba e um dos primeiros na América Latina.

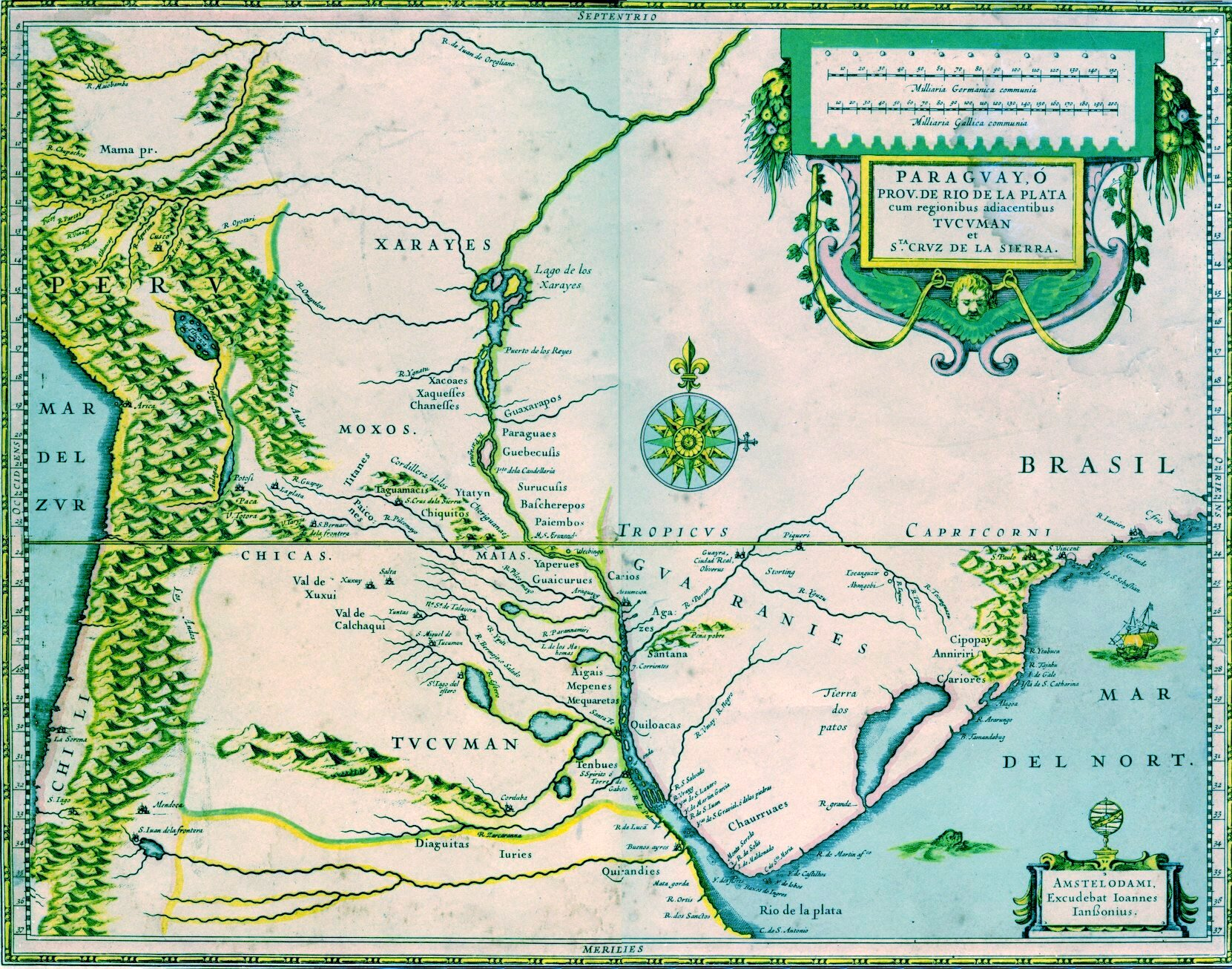
Mapa da região dos rios Paraná e Paraguai (cerca de 1600), mostrando a província do Rio da Prata (atual Paraguai).

Durante todo o período da conquista não se conseguiu penetrar nos Vales Calchaquies, onde haviam se refugiado os povos originais da Argentina. A escassa população espanhola em Tucumán deixou a situação mais difícil. A primeira das revoltas calchaquies iniciou-se em 1630 com a ascensão do caquique Chalemin, e manteve-se até 1643, com intensas lutas, o incêndio de La Rioja e a segunda destruição de Londres. A segunda rebelião começou por conta de um aventureiro andaluz que negociou com o governador Alonso de Mercado y Villacorta a exploração dos vales calchaquies com o título de Inca para conseguir dominar os indígenas — acordo este desaprovado pelo Vice-rei do Peru. Após lutas cruéis, Mercado y Villacorta derrotou o andaluz e dizimou as tribos, sendo a última a dos quilmes, derrotados em 1665 e deportados a uma missão próxima a Buenos Aires, onde hoje está a cidade de Quilmes.

### Cidades
A fundação da cidade de Colônia do Sacramento pelos portugueses à frente de Buenos Aires em 1680, veio reafirmar o crescimento do contrabando. Tomada meses depois pelo governador do Rio da Prata com um contingente de índios de Misiones, foi restituída à coroa Portuguesa no ano seguinte, através de um tratado. A Colônia foi tomada novamente em 1705, diante do afluxo da Guerra da Sucessão Espanhola, para ser devolvida novamente em 1715, desta vez sob a influência da Tratado de Utrecht. A briga entre Espanha e Portugal pelo Rio da Prata continuou em 1724, quando o governador espanhol Bruno Mauricio de Zavala funda a cidade de Montevideo para evitar a tomada da baía por um contingente proveniente do Brasil. Em 1750, a Espanha, pelo Tratado de Permuta, troca a Colônia pelo Mato Grosso e parte das missões jesuítas, originando uma guerra entre bandeirantes e guaranis, sendo este tratado revogado em 1761; em 1762, por conta da Guerra dos Sete Anos, o governador Pedro de Cevallos toma pela terceira vez a Colônia, que é devolvida no ano seguinte à coroa Espanhola em troca de Havana e Manila, tomadas pelos ingleses.
O desenvolvimento da cidade foi favorecida pelos franciscanos e os jesuítas, que construiu salas, templos, edifícios, e desenvolveu um sistema cultural religiosa, educacional e político. Em 1613, eles fundaram a primeira universidade da Argentina.
A cidade de Córdoba tinha em 1813, 71 637 habitantes.

### A colônia e o vice-reinado (1665-1810)

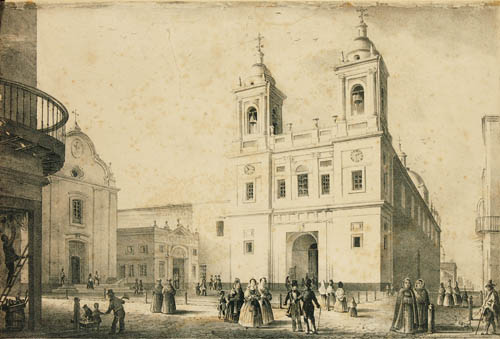
Buenos Aires, capital do vice-reinado do Rio da Prata.

A repressão dos indígenas nos vales Calchaquies, a entrega em mita de muitos deles para trabalhar nas minas de Potosí, o processo de mestiçagem e a grande aculturação fizeram que as encomiendas dessem lugar a um campesinato relativamente livre. Na segunda metade do século XVI, tanto o Alto Peru e Tucumán como o Paraguai exigiam a criação de um porto no Atlântico Sul para poder estabelecer laços de comércio mais próximos com a Espanha e diminuir seu isolamento. É por estes motivos — e pela ameaça de incursões estrangeiras no Rio da Prata — que a Coroa Espanhola autoriza a segunda fundação de Buenos Aires. Desde então a cidade se converteu na saída natural dos produtos altoperuanos (entre eles a prata) e do Paraguai. Estabeleceu-se então, na década de 1580, um lucrativo comércio entre Tucumán e o Brasil através da cidade. Porém, devido à saída não autorizada de metais preciosos por esta via, em 1594 a coroa proíbe o comércio no porto de Buenos Aires, com algumas exceções para evitar o desabastecimento da população: a autorização de embarcar duas embarcações anuais com produtos da região (couro, principalmente) e uma certa tolerância com o contrabando.

#### As missões jesuítas

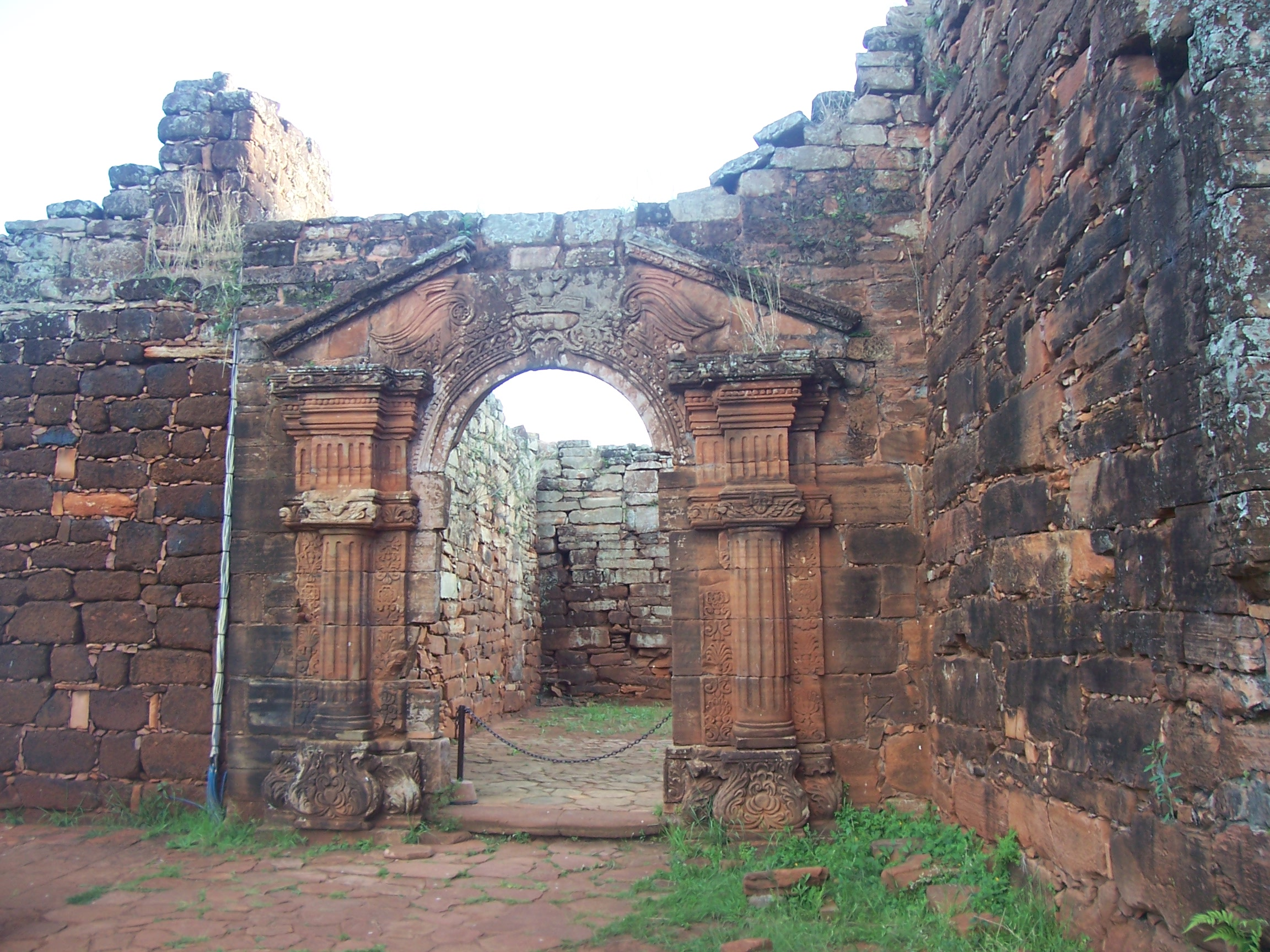
A igreja na Missão Jesuíta de San ignacio Mini, Misiones, Argentina.

Em 1609 foi fundada a primeira das Missões jesuítas guaranis. As trinta missões chegaram a ser, no século XVIII, um verdadeiro empório comercial, um "estado dentro do Estado", como denominavam seus detratores, que se estabeleceu como um sistema de organização econômica e social distinto ao das colônias que as rodeavam. Visto o respeito com que os jesuítas tiveram pela organização social comunitária dos guaranis, conseguiu-se que as missões tivessem a base do seu crescimento. As missões eram povos indígenas, administrados pelos mesmos guaranis (sob o olhar paternalista dos missionários), onde a terra se dividia em duas: a tupá mbaé (propriedade de Deus), comunitária, e a avá mbaé (propriedade do homem), para a exploração familiar. O excedente era comercializado por todas as colônias do entorno (Plata, Tucumán, Brasil e até Alto Peru e Espanha) e proporcionava aos jesuítas capital para a expansão das missões e a manutenção de seus colégios e universidades (como tinham em Córdoba, centro regional da Companhia de Jesus).

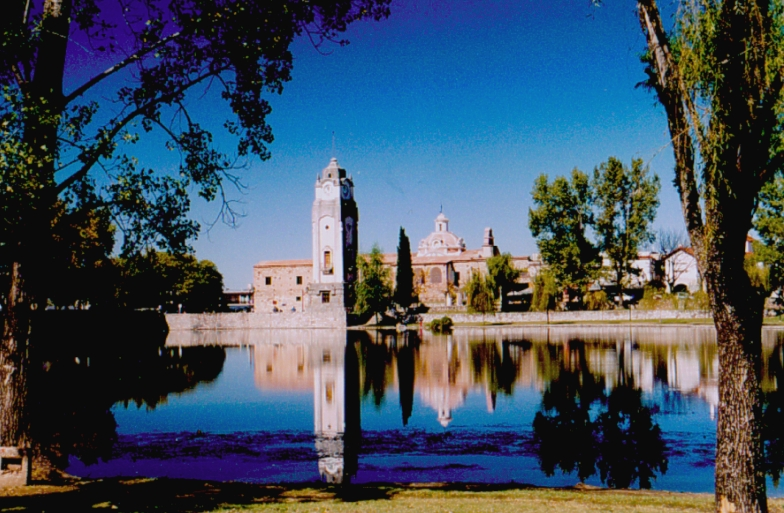
Estância Jesuíta de Alta Gracia, Argentina.

Os principais produtos comercializados pelas missões eram a erva-mate, o tabaco, o couro e as fibras têxteis. Houve um grande assédio às missões por parte dos bandeirantes — caçadores de índios e riquezas provenientes do Brasil — que pretendiam vendê-los em São Paulo, cidade que, ironicamente, era uma missão jesuíta em sua fundação. As missões tiveram um papel chave na defesa do Paraguai e do Rio da Prata da expansão portuguesa. Justamente, depois da Batalha de M'Bororé, em 1644 (que durou 10 dias), na qual um exército guarani derrotou uma bandeira, foi permitido aos indígenas o uso de armas de fogo (porém apenas as de menor calibre). Tais exércitos das Missões foram de grande utilidade durante os combates entre Espanha e Portugal no Rio da Prata.
Além do trabalho, reza e culpa, os jesuítas também ensinaram aos guaranis música e arte. Assim, após a expulsão dos jesuítas do território, muitos guaranis mudaram-se para as cidades coloniais, como Corrientes, Assunção ou Buenos Aires, onde se destacaram como compositores e maestros de música, joalheiros e pintores. Em 1767 a Espanha expulsa a Companhia de Jesus de suas possessões, com o qual os povos índios passaram a depender dos governadores civis espanhóis, que os exploraram à revelia, até ao ponto em que no princípio do século XIX quase todas as missões estavam despovoadas e em ruínas.

#### Economia colonial
Durante a época colonial e até o regulamento de comércio livre de 1778, a economia de Tucumán e Cuyo estava dedicada a produção de insumos e bens de consumo para os mercados do Alto e Baixo Peru, Buenos Aires e Paraguai. Assim, vinhos e aguardente de Cuyo, mulas de Córdoba, tecidos de Salta e Tucumán, carretas de Córdoba e Tucumán, etc. eram produzidos sob o amparo do protecionismo espanhol. No século XVIII, sob os Bourbons, a atividade começou a variar, buscando proteger os interesses comerciais dos produtores peninsulares nos mercados cativos coloniais.
Em um primeiro momento, a atitude foi eliminar a concorrência: na localidade de Aimogasta conserva-se a "oliva histórica", segundo a tradição, o único sobrevivente da tala ordenada por Carlos III para eliminar a concorrência das azeitonas espanholas em La Plata (curiosamente, o espanhol Antonio de Alcedo, em sua obra Dicionário Geográfico-histórico das Índias Ocidentais ou América, de 1786-1789, menciona que La Rioja "teve durante um tempo algumas olivas, e vendo os vizinhos a grande utilidade que os produzia o azeite deram em economizá-lo de modo que nem para as lamparinas da Igreja queriam o dar, colocando sebo em seu lugar; desde então foi castigo do Céu ou causalidade apenas que haja hoje vestígio delas").
O comércio livre teve consequências desastrosas para a economia do interior da atual república Argentina, sendo que poucos setores, como o da aguardente, tecidos de lã e peças de montaria puderam sobreviver. Por outro lado, os comerciantes de Buenos Aires tiveram súbito aumento de sua atividade, o que trouxe um auge comercial, populacional e cultural à capital do novo Vice-Reino. A transferência da aduana seca de Córdoba para Jujuy em 1696 estabeleceu, para sempre, a área econômica sob domínio portenho e a fronteira norte da futura Argentina. Nos pampas, durante a colônia, a principal atividade econômica era a criação de gado. No princípio, devido a existência de milhares de cabeças de gado cimarrão, esta atividade se efetuava através das "vaquerías", viagens que penetravam nas planícies para capturar e abater o gado bovino, muitas vezes deixando para trás as carnes de menor valor econômico. Quando o número deste gado começou a se reduzir, apareceram as estâncias e o gado marcado, e de uma maior utilização do animal, com o surgimento das fábricas de sebo e charqueadas.

#### O contrabando
O contrabando seria a principal atividade econômica de Buenos Aires colonial pré-vice-reinado, e um constante objeto de perseguição de algumas autoridades. O contrabando se realizava de forma bastante aberta: geralmente um barco português, holandês ou francês ancorava nas proximidades da cidade e solicitava as reparações necessárias, as quais pagava como parte a carga que levava. Muitos comerciantes fizeram grandes fortunas em Buenos Aires, devido à necessidade de bens materiais e insumos que eram necessários em Tucumán e no Alto Peru — era altamente oneroso o transporte dos insumos através das fragatas e galeões, que deveriam atravessar o istmo do Panamá, embarcados até Lima e ainda cruzar os Andes (e várias aduanas secas). Uma aduana seca estabelecida em Córdoba em 1622 foi a reação para deter a demanda por bens contrabandeados.

#### Organização social

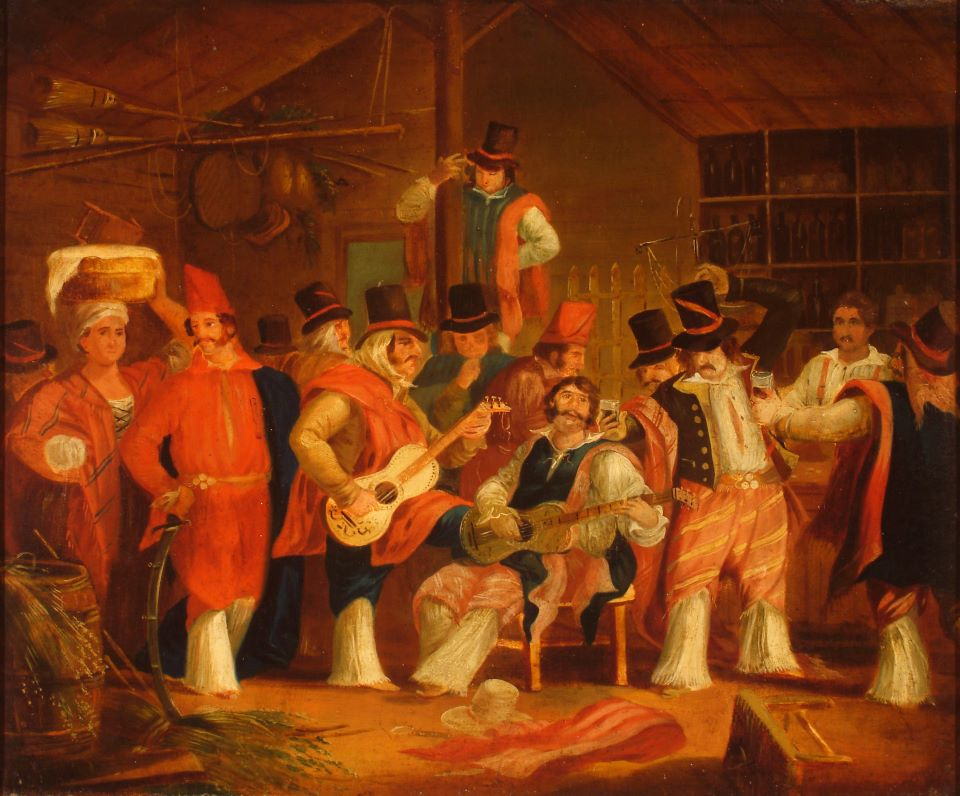
Gaúchos.

A sociedade colonial apresentou aspectos dissonantes de acordo com a região. No interior, determinou-se uma sociedade de castas fortemente diferenciadas: os fazendeiros brancos eram o topo social e centralizados do poder nas cidades; eram educados e refinados, enquanto os campesinos mestiços estavam em condições quase servis. A população negra era muito escassa, reduzida ao serviço doméstico. No momento da independência, existiam algumas encomiendas no Noroeste Argentino. Em contraponto, no litoral, e especialmente em Buenos Aires, os estancieiros não representavam a nata da sociedade, visto que eram produtores medianos, de caráter rude devido à atividade junto ao gado e que residiam na maior parte do tempo nas campanhas. A elite portenha estava representada pelos comerciantes.
O gaúcho, no ambiente dos pampas, onde a mestiçagem foi minoritária, e onde o foco estava centrado hegemonicamente na cidade e não no campo, como foi o mundo pampeano prévio à aparição da estância como modo econômico produtivo paradigmático. Nascidos dos encontros das vaquerias e das tolderias, seu mundo era o campo. O gaúcho é um ser semi-nômade, que em ocasiões mantêm uma família em um lugar fixo, mas que na maior parte do tempo perambula, trabalhando de tempos em tempos.
Com a instalação do vice-rei e o comércio livre, instalou-se uma burocracia a quem só tinha acesso nativos da Espanha, exceto em posições mais baixas onde se admitiam crioulos; e a multiplicação do comércio com a Espanha levou à instalação de várias casas comerciais espanholas na cidade, competindo diretamente com os comerciantes crioulos. Começava assim a dicotomia entre os crioulos e os espanhóis. Nesta época, quase um terço da população negra em Buenos Aires se dedicavam a tarefas domésticas e outros a tarefas agropecuárias, a grande parte era instruída em algum ofício (como sapateiro, por exemplo), ou se dedicavam ao comércio ambulante, trabalhando desta forma para beneficiar a seus amos.

### Vice-Reis
Em 1776 a Espanha se dá conta da necessidade em expulsar os portugueses do Rio da Prata, quando decide pela criação do Vice-Reinado da Prata, tendo como capital a cidade de Buenos Aires. Dessa forma, Pedro de Cevallos é enviado na chefia de um importante exército, que foi aumentado com um contingente de guaranis, acostumados a lutar contra os portugueses. Cevallos toma Colônia e a destrói, jogando sal no local de forma simbólica (a exemplo de Cartago), já que brevemente a cidade seria repovoada por criollos. Enquanto preparava o ataque à província do Rio Grande do Sul, firma-se em 1777 o Tratado de Santo Ildefonso, que repete as cláusulas do Tratado de Permuta.
Durante a vigência do Cevallos Vicerei aprovou a Lei de Livre Comércio das 1778, que especialmente favorecido o desenvolvimento de Buenos Aires. A expulsão dos Português resultou em uma diminuição nos gastos militares, e ambas resultaram em aumento das receitas fiscais. A provisão para a colocação do produto livre causou um aumento na produção de vagões. Agricultura estimulada e horas regulamentados de trabalho, a dieta diária dos trabalhadores e nível salarial dos mesmos.
O vice-reiu José de Vértiz y Salcedo foi nomeado por Carlos III substituindo Cevallos após sua morte. Desenvolvido a economia regional colonizar terras desabitadas e instalação de municípios em todo o vice-reinado. Ele fundou a Real Audiência de Buenos Aires, Hospital da Criança (14 de novembro de 1779), o Colégio Real de San Carlos (3 de novembro de 1783), eo primeiro censo, que revelou 37000 portenhos.
Hernando Arias de Saavedra (Hernandarias),foi o primeiro governador do Rio da Prata nascido na América. É por ele que em 1617 ocorre a cisão da província em duas: O Paraguai e o Rio da Prata (territórios das atuais cidades de Buenos Aires, Santa Fe e Corrientes).
A criação do vice-reinado do Rio da Prata trouxe um auge à cidade de Buenos Aires, onde, em poucos anos, instalaram-se a administração burocrática vice-reinal, a aduana (1778), o Consulado (1794), obra de iniciativa de Manuel Belgrano, a Audiência (Tribunal de Justiça) em 1785, a Academia de Náutica e a Escola de Desenho (1798). O primeiro jornal nasceu em 1801, o Telégrafo Mercantil, que duraria pouco devido à censura do Vice-rei. O segundo, o Semanario de Agricultura, Industria y Comércio teve a mesma sorte. A população da cidade cresce de 9.568 habitantes em 1744 para 32.069 em 1778; mais de 40.000 em 1797 e quase 100.000 em 1810. Buenos Aires estabelecida desde sua fundação, uma estrutura social altamente civilizado, um verdadeiro estado de direito onde uma dúvida liberdade intacta reinou então um desconhecido legal na maior parte do resto do mundo, incluindo vários países europeus. Tinha hospitais e escolas públicas.
Nicolas Antonio de Arredondo foi apontado por Carlos IV. Eu construo os paralelepípedos de Buenos Aires, a iluminação ea construção do primeiro sistema de esgoto. O modelo urbano foi copiado em outras cidades do vice-reinado como Montevidéu, Córdoba e Assunção. Protegido indústria pecuária e deu apoio aos fazendeiros. Em 1794 o Real Consulado estabeleceu em Buenos Aires, que trabalhava como um tribunal comercial. Também promoveu a construção de fornos de tijolo e Yards erécteis nos Corrientes Assunção e Buenos Aires, começou a remodelação total do porto de Buenos Aires, convitiendolo um dos mais importantes da América do Sul.

## Surgimento do Estado Nação

### Invasões inglesas
As guerras napoleônicas também repercutiram na Argentina. Em 1797 o vice-rei Antonio Olaguer y Feliú autorizou o comércio com países neutros, devido às dificuldades no comércio com a Espanha por conta das hostilidades. Isto trouxe ao comércio navios estadunidenses e o aumento da presença britânica no comércio portenho. Com a entrada aberta da Espanha na guerra ao lado da França, a Grã-Bretanha começou a fazer planos para obter mais influência nas colônias espanholas. Em 1806, após a tomada da colônia holandesa no Cabo da Boa Esperança, o comandante Home Pophan, junto ao general William Carr Beresford zarparam até o Rio da Prata, aparentemente por iniciativa própria. A frota toma primeiro Montevideo, para depois se dirigir a Buenos Aires.
O vice-rei Rafael de Sobremonte, ao saber da tomada de Montevideo, especulou que os ingleses não iriam se atrever a se lançarem sobre a capital do vice-reino e decidiu destinar a maior parte das tropas de Buenos Aires a Montevideo, para retomar a futura capital uruguaia. Quando foi anunciado o desembarque das tropas inglesas na capital, o vice-rei a abandonou junto às rendas do vice-reino, prontas para serem enviadas à Espanha (as quais terminaram barradas nos caminhos próximos à cidade de Luján), com a intenção de organizar um exército e retomar Buenos Aires.

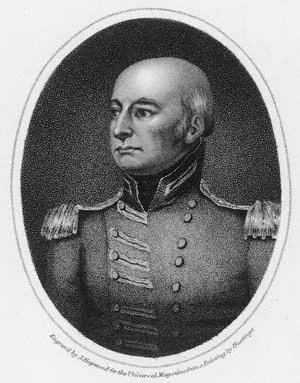
John Whitelocke, general da Coroa Britânica. Comandou uma frustrada tentativa de tomada da cidade de Buenos Aires no início do século XIX.

Em junho de 1806 os ingleses tomam Buenos Aires e, em um primeiro momento, são recebidos com entusiasmo pelos partidários da independência. Ao se darem conta que os ingleses pretendiam transformar La Plata em uma colônia britânica, somaram-se a grupos que formavam uma iminente rebelião. Santiago de Liniers, que até então era comandante do porto de Enseada, cruzou a Banda Oriental onde se organizava um exército que partiu para Buenos Aires. No caminho, somaram-se milhares de homens entusiasmados, participantes da batalha campal que tomou conta de distintas ruas bonairenses, até encurralar os ingleses no Forte da Cidade e os obrigar à rendição. Retomada a cidade, a Corte (Audiência) decide assumir o governo civil e entregar a Capitania Geral a Liniers, o qual o vice-rei acata retirando-se por precaução a Montevideo. Vários sectores da população habitualmente negligenciados foram incluídos na tomada de decisão na colônia, isso permitiu-lhes ter uma maior influência nos assuntos da vida pública.
Em 1807 chega ao Prata uma segunda expedição inglesa, esta oficial, formada por 11 mil soldados ao mando do general John Whitelocke, que, ao tomar conhecimento da derrota de Popham e Beresford, decide retomar a cidade. Esta segunda expedição toma novamente Montevideo e ao desembarcar em Buenos Aires e desfazer as forças muito menores que faziam a resistência, ingressam na cidade por diversas ruas, confiantes de sua supremacia. Todavia encontraram resistência dos habitantes locais, que jogaram água fervente nas cabeças dos invasores, evitando assim a tomada da cidade. Com a derrota dos invasores, um cabildo aberto destitui Sobremonte de seu cargo e o envia para a Espanha para ser julgado. Substituindo-no, tomou posse como vice-rei interino Liniers, logo ratificado pelo rei.
Considera-se que geralmente as invasões inglesas são o prelúdio da Independência argentina por vários fatores, entre os quais a capacidade de auto-defesa, a criação de milícias crioulas e a convicção de que os argentinos estavam em condição de determinar seu próprio destino.

### O processo de independência

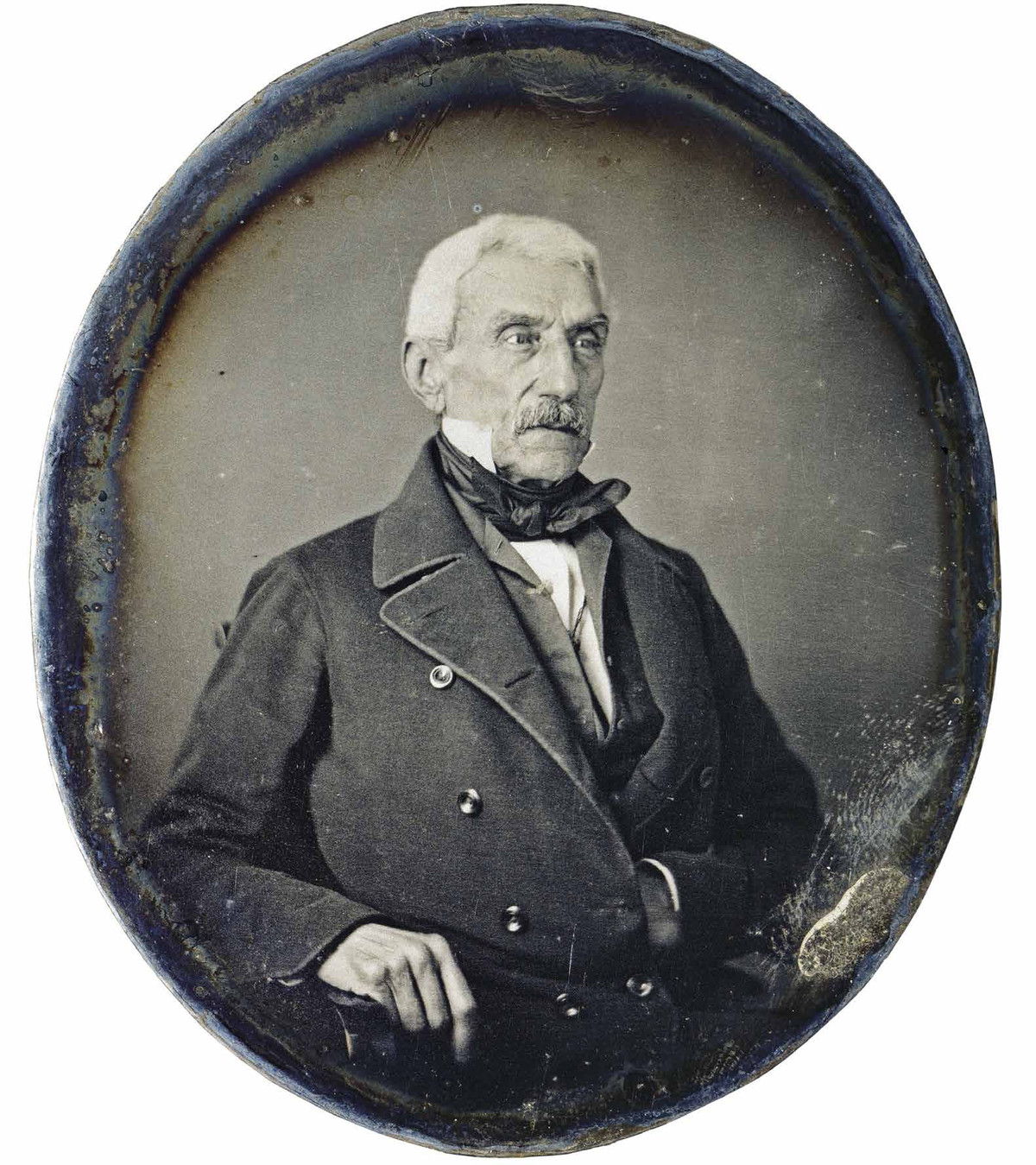
José de San Martín, responsável pela independência da Argentina, Chile e Peru, é, ao lado de Simón Bolívar, o principal responsável pela emancipação dos Estados sul-americanos da coroa espanhola.

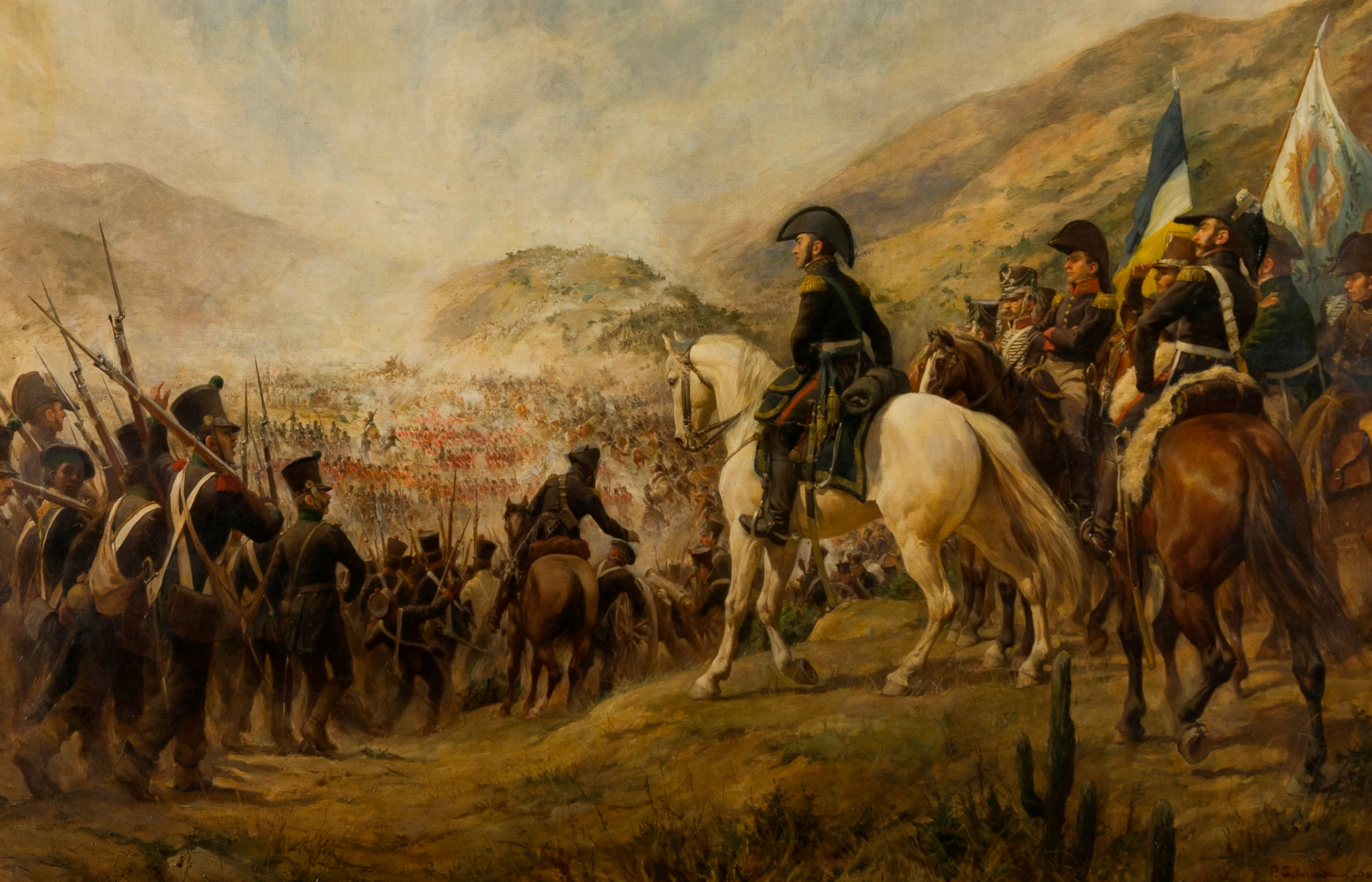
Os exércitos argentinos comandados por José de San Martín, responsável pela independência da Argentina, Chile e Peru.

As notícias da Independência dos Estados Unidos e da Revolução Francesa insertaram ideias liberais na América Latina. A Argentina começou seu processo de independência da Espanha em 25 de maio de 1810, em um episódio denominado Revolução de Maio, empenhando-se em guerras contra os espanhóis e seus partidários (realistas); a revolução não teve uma calorosa acolhida em todo o vice-reino: outras regiões do Rio da Prata estavam tão interessadas em se tornarem independente de Buenos Aires como da Espanha. [carece de fontes?]
A 18 de maio de 1810 chegou ao porto de Buenos Aires a notícia da queda da Junta Central e da tomada de Sevilla pelo franceses, que já dominavam a Península.
Com a notícia da queda do poder espanhol, um grupo de jornalistas, artistas, advogados, economistas e intelectuais se reuniram na na fábrica de sabão de Hipólito Vieytes. Participaram dessa reunião Juan José Castelli, Manuel Belgrano, Juan José Paso, Antonio Luis Beruti, Eustoquio Diaz Velez, Antonio Feliciano Chiclana, José Darragueira, Martin James Thompson e Juan José Viamonte. Após longas deliberações em 20 de maio deste grupo vai pedir ao vice-rei Cisneros renúncia e convocar os moradores de Buenos Aires para escolher a si mesmo uma régua. Naquela noite, foi encenada uma peça de teatro cujo tema era contra a tirania, que foi assistido por muitos dos revolucionários. O vice-rei tentou proibir a função do teatro porque ele criticou a tirania espanhola. O jogo inflamou os espíritos revolucionários, o que levou ao aplauso frenético, o público levantou-se e gritou: "Viva o livre Buenos Aires". Na parte da manhã uma multidão de vizinhos se reuniram em frente ao Cabildo de Buenos Aires e em voz alta pediu a convocação de uma reunião aberta e a renúncia do vice-rei Cisneros. No dia 23, 450 moradores foram convidados para abrir fóruns e a reunião durou de manhã até a meia-noite. Os revolucionários exibiram em seus discursos que a autoridade que tinha nomeado Cisneros tinha expirado, e que, no seu papel de representante do povo, o conselho deve assumir e exercer a autoridade. Os membros progressistas convidados a formar um conselho de administração. Após a conclusão da Câmara Municipal, avisos da reunião foram colocados em várias partes da cidade, que relataram a criação do Conselho e deputados pediam às províncias do interior para integrar o conselho.
Em 1811 após a campanha Manuel Belgrano para derrubar o realista, Paraguai produziu sua própria declaração de Independência. Em 1812 as vitoriosas batalhas em que Manuel Belgrano libertou Tucumán e Salta asseguraram o êxito da independência. As campanhas militares lideradas pelo general José de San Martín e Simón Bolívar entre 1814 e 1817 incrementaram as esperanças de independência da Espanha, que foi declarada em Tucumán em 9 de julho de 1816 Esta é a data oficial da independência da Argentina apesar das comemorações se darem em 25 de Maio fazendo referência ao início do processo de independência que começou em 1810.

## Os Governos Constitucionais

### Os Diretores Supremos  (1813-1825)

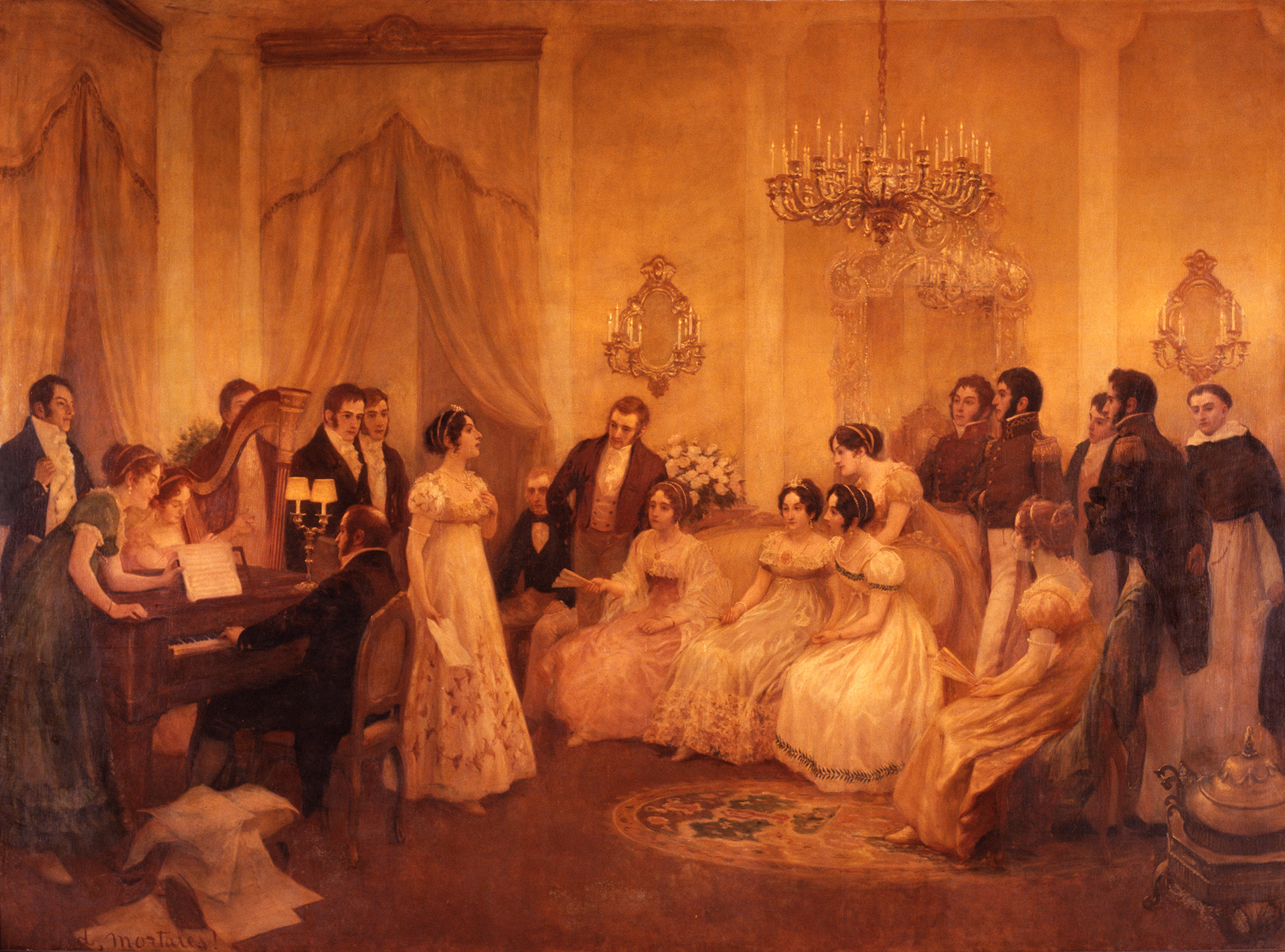
Primeira interpretação do hino argentino.

A Executiva Nacional esteve ocupada durante este período pelo Diretor Supremo da Confederação Argentina, cargo equivalente ao atual presidente. O Direitor Supremo é nomeado pelo Congresso. Administra o tesouro, fixa as fronteiras do país, lidera o exército e nomeia ministros. A criação de impostos e emissão de leis estará a cargo do Congresso. A Assembleia do ano XIII ou Assembleia Constituinte de 1813 fez a primeira Constituição, estabelecendo uma forma republicana de governo: o executivo responsável pelo Director Supremo, o Legislativo unicameral e o judiciário nas mãos dos juízes de paz. O país será uma república confederada.

### Governo Gervasio Posadas (1813-1817)
Em 1813, Gervasio Posadas foi nomeado Direitor Supremo pelo Congresso. Uma das principais medidas foi nomeado San Martín como governador de Cuyo, enviando tropas e dinheiro para iniciar a campanha para libertar o Chile eo Peru. Além de tropas de comando e dinheiro para derrubar José Artigas tropas espanholas do Uruguai. declara igualdade de direitos entre brancos e índios, deu liberdade aos escravos que permaneceram no país, para tentar modernizar o país introduzindo ideias iluministas, espalhe o pensamento de Rousseau, Voltarie e outros pensadores franceses. A Assembleia do ano XIII, também conhecida como a Soberana Assembleia Constituinte de 1813, foi realizada em Buenos Aires de 1813 a 1817. Ele agiu como o Legislativo, afirmou o princípio da soberania do povo, enviou a primeira moeda cunhada em ouro e prata, aboliu a escravidão em todo o país, aboliu títulos de nobreza, aboliu a Inquisição, declarou a liberdade de culto e proclamou a liberdade de imprensa. Durante seu governo, declarou formalmente a independência.

### Governo José Rondeau (1817-1821)
Em 1817 asamble escolhe o Direitor Supremo José Rondeau. Durante este período, campanhas de San Martín obtiveram a independência do Chile e Peru. As campanhas para libertar os países vizinhos do domínio espanhol, foram uma carga pesada para o erário público, para resolver este problema organizar um novo sistema fiscal que irá substituir o imposto era colonial. As campanhas para libertar os países vizinhos do domínio espanhol, foram uma carga pesada para o erário público, para resolver este problema organizar um novo sistema fiscal que irá substituir o imposto era colonial. Para impulsionar o crescimento do comércio foram eliminados os impostos sobre as empresas e criando incentivos "Saladeros" (fábrica projetada para produzir carne salgada) para exportação para Cuba e Brasil. Em 1820, José de San Martín preparava um exército destinado a libertar o Chile e o Peru declarando sua independência. Em 26 de junho de 1822 celebrou-se a histórica reunião com Simón Bolívar. Os ventos (e os líderes) da Independência da Argentina sopraram para as demais colônias espanholas na América do Sul. Os argentinos consideram San Martín — que realizou a campanha de independência da Argentina, Chile e Peru — como herói de sua emancipação e "Pai da Pátria". Em 1820, José de San Martín preparava um exército destinado a libertar o Chile e o Peru declarando sua independência.

### Governo Martín Rodríguez (1821-1825)
Uma de suas primeiras ações foi ditar uma lei reconhecendo a pensão para os soldados que lutaram na Guerra da Independência. Com a lei da reforma do clero, a Igreja passou por controle estatal, aboliu a lei eclesiástica e dízimo, algumas ordens religiosas foram suprimidas e algumas terras de conventos foram secularizadas. O estado com suporte a expansão do sistema de ensino em todos os níveis, com base em modelos europeus, tentando substituir a Igreja a responsabilidade de educar. Estabeleceu que o ensino público era livre e, ao mesmo tempo eliminou o ensino obrigatório da religião católica. No plano econômico fundou a primeira Bolsa de Valores. Fez uma reforma financeira, a fim de estabelecer um financiamento mais simples e eficiente e reativar.

### Governo Rivadavia e Vicente López
Em 1826 o Congresso nomeou Bernardino Rivadavia presidente constitucional. Rivadavia era um Centralista que já mostrara anteriormente seu modo de governar quando exerceu o cargo de ministro de governo da província de Buenos Aires em 1821. Neste período o governo provincial focou, principalmente, nos melhoramentos da cidade de Buenos Aires, freqüentemente repartindo o seu custo com todo o país, para torná-la uma cidade com ares mais europeus. Rivadavia construiu largas avenidas, escolas, calçamento de ruas e iluminação pública e fundou a Universidade de Buenos Aires, assim como dos cursos de teatro, geologia e medicina.Durante seu governo federal a partir de 1826, ele criou diversos museus e expandiu a biblioteca nacional e protagonizou escândalos de corrupção. Durante seu mandato, houve a guerra com o Brasil referente à Província Cisplatina, atual Uruguai. Rivadavia renunciou ao governo em 1827. Alejandro Vicente López y Planes (1785 - 1856) assumiu interinamente entre 7 de Julho a 18 de Agosto até que a legislatura provincial (de base federalista) elegeu Manuel Dorrego como em 12 de agosto. Lopez y Planes, além de político, foi escritor e advogado e autor da letra do hino nacional argentino, adotado em 11 de Maio de 1813. Durante seu governo assinou com as províncias o Pacto de San Nicolas de los Arroyos.[carece de fontes?]

### Governo Manuel Dorrego
Dorrego formou seu governo por estancieiros. Empenhou-se na restauração das relações com os caudilhos do interior e na construção de uma base política popular na província de Buenos Aires, o que resultou em uma vitória expressiva nas eleições provinciais de maio de 1828. Continuou com a política cultural de seu antecessor, foi fundada novas escolas nas principais cidades do país e está dotado com o maior orçamento para a construção de uma rede viária moderna. Em 5 de setembro de 1828 foi a celebração do acordo entre Brasil e Argentina que reconheceu a independência do Uruguai, também assinou tratados de paz com grupos indígenas da fronteira. Também tratados assinou tratados de paz e comércio com o , Chile, Bolívia e Paraguai  Expandiu o progresso do Buenos Aires dentro do país: foram construídos museus, escolas, teatros e bibliotecas em cidades pequenas do interior do país. Foi deposto em 1 de dezembro e executado em 13 de dezembro de 1828.

## Novos Governos Constitucionais

### Governo de Juan Manuel de Rosas (1829-1832)

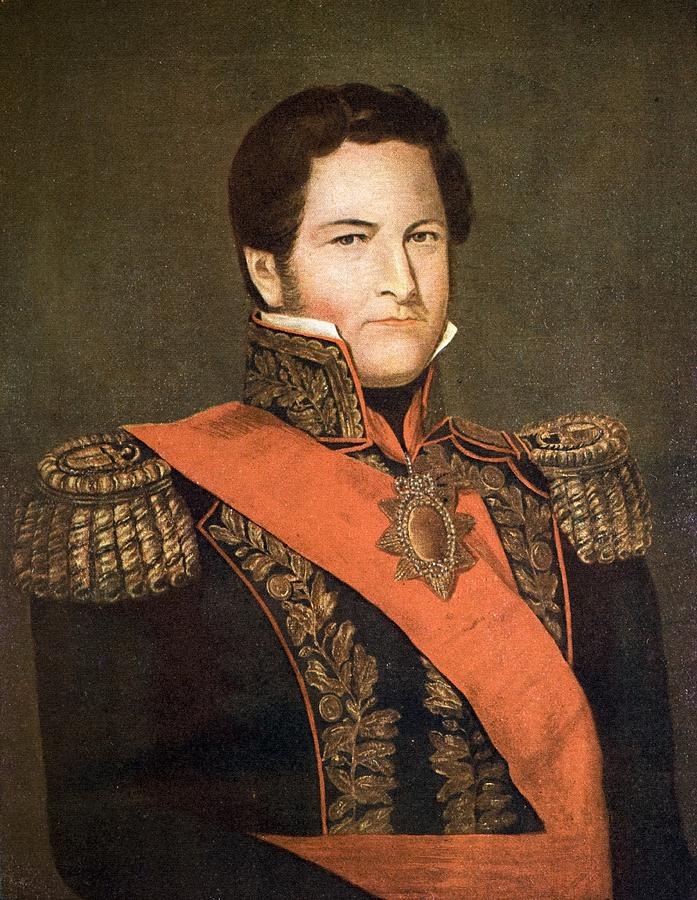
Juan Manuel de Rosas.

Em 8 de dezembro de 1829 foi proclamado presidente da Confederação Argentina com o apoio do Partido Federal. Governou entre 1829-1832. A primeira coisa que fiz foi fazer um Rosas extraordinário funeral, trazendo os restos mortais do Dorrego capital, que ele pegou a vontade dos seguidores do líder federais tarde partido. Advogou pela unidade nacional através de pactos federativos.
Esta primeira administração das Rosas foi um governo progressista: cidades foram fundadas, foi alterado o Código Comercial ea Disciplina Militar, foi regulamentada a autoridade de juízes de paz das cidades do interior e assinou tratados de paz com os chefes indígenas, o qual foi obtido no tranquilidade fronteira. Renunciou em 1832 deixando o posto com um homem de sua confiança, Balcarce. Com exportações de carne bovina para a Inglaterra, a atividade comercial cresceu fortemente. As finanças da confederação eram favoráveis, ea estabilidade econômica foi alcançada. Este período foi caracterizado pela expansão da pecuária, a chegada de alguns investimentos da Inglaterra e da França, eo progresso econômico das classes camponesas.

### Governo Balcare (1832-1835)
Juan Ramón Balcarce foi proclamado presidente da Confederação Argentina em 1832, governou entre 1832 e 1835, parte sob as rédeas de Juan Manuel de Rosas. Durante seu mandato, ele fundou a Casa da Moeda, e conduzir o desenvolvimento da pecuária e indústrias de couro. Seu governo não teve grandes realizações e sua falta de liderança propiciou em 1835 o retorno de Juan Manuel de Rosas ao poder. Ele continuou com as políticas econômicas de seu antecessor e controle de várias missões comerciais a vários países da Europa para consolidar o modelo de exportação agrícola.  Em 1835 entregou a presidência ao seu sucessor Rosas.

### Segundo Governo Rosas
Foi novamente proclamado presidente da Confederação Argentina em 1835. Organizou o Partido Restaurador em 1836. Em seu segundo governo, Rosas tenta legitimar seu governo através de um plebiscito onde ele obtém uma vitória esmagadora. Em 1838 enfrentou o bloqueio da armada francesa e o enfrentamento à Confederação Peruano-boliviana. Em 1842, com apoio dos governadores do interior e após conseguir um tratado com a França.
As políticas o desenvolvimento agrícola e promoção das exportações, fazer o seu caminho para o modelo que prevalece há décadas. A abertura da porta interior provoca uma verdadeira exportador "Boom", passando de 450 mil peles por ano em 1839, para 1,7 milhões em 1845.
Imigrantes da Irlanda, na Galiza, o País Basco e mesmo na Inglaterra chegou. Muitos irlandeses e basco foram dedicadas à criação de ovinos, e em poucos anos conseguiu tornar-se proprietários. Mantido um orçamento equilibrado, sem emissões de dívida e de moeda. Papel dinheiro Buenos Aires permaneceu bastante estável em termos de valor e distribuído em todo o país, substituindo as moedas provinciais, o que contribuiu para a unificação monetária do país. Sua administração foi extremamente puro, de pontuação e meticulosamente rever despesas e receitas públicas, e tornando quase que mensalmente. Seu governo conseguiu a estabilidade política interna, manteve a integridade nacional e favoreceu o crescimento econômico.
Durante os governos de Rivadavia, López y Planes, Dorrego, Balcarce e Rosas, manteve-se a constituição de 1826. Urquiza, governador de Entre Rios, com o apoio do resto dos governadores pressionaram para modernizar a constituição. O Partido Federal retirou o seu apoio ao Rosas e proclamou-se Urquiza presidente do partido. Rosas renuncia, e vai morar na Inglaterra. As eleições de 1851 vão dar a vitória à Urquiza.

### Governo Urquiza

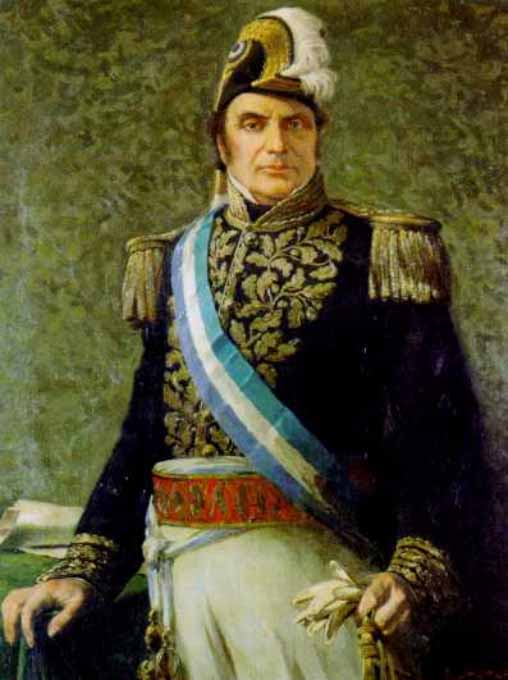
Justo José de Urquiza.

Em aliança com os progressistas, Justo José de Urquiza, líder do Partido Federal ganha as eleições em 1851. Urquiza foi proclamado presidente da Confederação em 1852. Pouco depois de assumir organizou o Congresso Constituinte de Santa Fé (1853), que aprovou no ano seguinte uma nova Constituição de caráter republicano, representativo e federal, que substituiu a antiga constituição unitaria de 1826. Em seu governo se obteve a unidade do país e se iniciou um período de  progresso.
Durante sua presidência foram melhoradas as relações exteriores, se impulsionou a educação pública, se promoveu a colonização e se iniciaram planos para a construção de ferrovias. Comunicações foram modernizados ajustando "mensageiro", as empresas privadas de transporte de passageiros, correio e carga cozinhas de alto valor, que liga a maior parte das cidades. Impulsionou o crescimento da produção agrícola nas províncias costeiras, com a criação de colônias agrícolas em seu território, atraindo para eles imigrantes europeus. A primeira colônia agrícola era Esperanza (Santa Fe), fundada em 1855, com imigrantes suíços. Centenas de colônias agrícolas foram fundadas em Santa Fé, Entre Ríos e Buenos Aires, durante o seu governo. Ele desenvolveu uma intensa atividade e fartamente ilustrado corte, promovendo a criação de escolas, abrindo a imprensa na Universidade de Córdoba, que regulamenta a educação ea educação indígena, nomeando a comissão responsável pela elaboração códigos legais nacionais unificados instituindo a primeira Suprema Corte de Justiça da Nação e iniciar a construção de uma linha ferroviária de Santiago de Chile.

### Governo Santiago Derqui
Em 1860 foram realizadas eleições onde foi eleito Santiago Derqui para presidente, Urquiza e Bartolomé Mitre foram eleitos governadores de Entre Ríos e Buenos Aires, respectivamente. Derqui tinha sido ministro da Justiça no governo do presidente urquiza. O novo presidente era um homem capaz e tenaz, o produto de uma longa doença, o seu mandato foi alternando com períodos de inatividade quase total. Durante seu breve governo a construção de uma nova ferrovia ao sul de Buenos Aires, continuar com a política de atração de imigrantes europeus e estabeleceu os primeiros direitos políticos das mulheres, embora eles não tinham o direito de votar. Depois de renunciar em 1861 devido a problemas de saúde passou a ser um professor de filosofia e reitor da Universidade de Córdoba.

### Governo Bartolomé Mitre

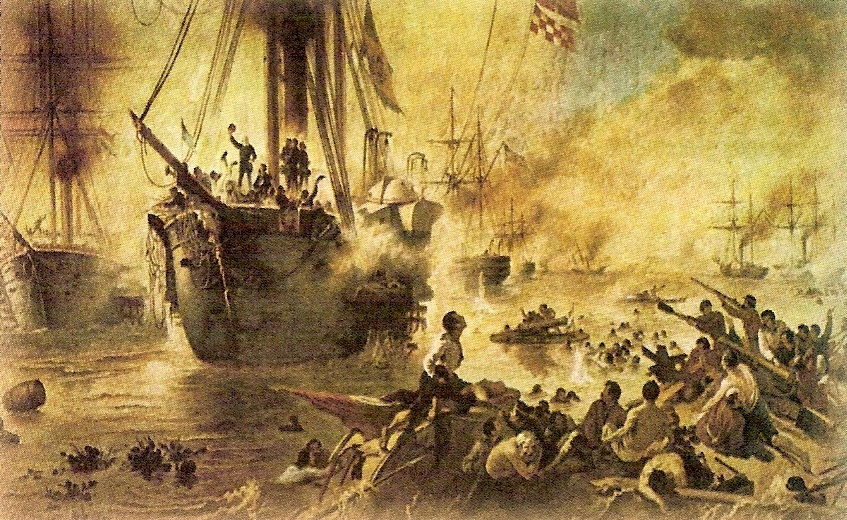
Combate Naval de Riachuelo, de Victor Meirelles.

Em 1861 foi eleito presidente constitucional por um período de seis anos. Durante sua presidência se organizou a administração da justiça. O Supremo Tribunal da Argentina tornou-se operacional em 15 de janeiro de 1863, e nos meses seguintes tribunais federais foram organizados em todo províncias, también vai unificar o Código Comercial.
Também marca seu período o início da Guerra do Paraguai, chamada de guerra da tríplice aliança pelos argentinos e grande guerra pelos paraguaios, onde a Argentina, aliada a Brasil e Uruguai, enfrentou o Paraguai. A guerra contra o Paraguai gerou fortes protestos sociais da cidadania.  Oposição de intelectuais e jornalistas para a guerra levou a Mitre a processar aqueles que se manifestavam contra a guerra e censurar jornais adversários Em 1868, Mitre entregou a presidência ao seu sucessor Sarmiento.

### Governo Sarmiento

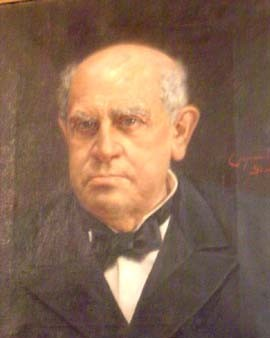
Sarmiento: durante seu governo foi dado um forte impulso à educação.

Domingo Faustino Sarmiento foi eleito em 1868 e, em seu governo, duplicou o número de escolas públicas e construiu por volta de 100 bibliotecas públicas. Sua política educacional teve como objetivo a ampliação e unificação do ensino secundário, com a ideia de estender as ideias liberais entre os jovens. A construção começou argentino Central ferrovia-de Rosário a Córdoba e sul. A imigração europeia também foi incentivada.
Uma das primeiras medidas de Sarmiento era organizar o primeiro censo nacional, realizado em 1869, que rendeu o resultado de 1.836.490 habitantes no país. A 8% do total eram imigrantes europeus, 70% eram rural. Durante seu mandato, teve um aumento significativo na imigração, com a chegada de 280 000 imigrantes, que se estabeleceram principalmente na cidade de Buenos Aires e em colônias agrícolas nas províncias costeiras. Durante sua presidência, concluiu-se a Guerra do Paraguai, na qual a Argentina anexou às custas do Paraguai, o território que hoje corresponde à província argentina de Formosa. Durante esta fase, as políticas de migração, o desenvolvimento agrícola ea promoção de exportar o seu caminho com o modelo agro-exportador da economia. Sob a presidência de Domingo Faustino Sarmiento foi construído grandes portos, como San Pedro Zárate (Buenos Aires). Ele projetou um novo porto moderno em Buenos Aires e colocar cerca de 5.000 km de linhas telegráficas. Em 1873 ele criou o Banco Nacional, que emprestou o dinheiro a juros baixos. A rede ferroviária aumentou de 573 milhas em 1868, para 1.331 em 1874. Em 1874, Sarmiento entregou a presidência ao seu sucessor, Nicolás Avellaneda. Posteriormente, Sarmiento iria se opor ao regime conservador liderado pelo Julio Argentino Roca.

### Os Governos do Partido Autonomista Nacional, (1874-1916)
O Partido Autonomista Nacional foi fundado em 1874 com a união do Partido Autonomista de Adolfo Alsina e Nacional de Nicolás Avellaneda.

#### Governo Nicolás Avellaneda
Em 1874 assumiu a presidência, depois de ter sido declarado o vencedor nas eleições por uma larga margem. Avellaneda participou sarmientinas ideias sobre a educação popular, que considerava a verdadeira base para o fortalecimento da democracia de base. Iniciou-se a exportação de carne argentina nos primeiros navios frigoríficos. O presidente propôs a Lei de Imigração e Colonização, os mesmos imigrantes europeus garantidos alojamento no ponto em que decidiu estabelecer-se, e foram fornecidos com a obtenção de seu primeiro emprego A partir de 1876, realizou as "Campanhas do Deserto" do Ministro da Guerra, general Julio Argentino Roca, nas quais as tropas do Exército avançaram sobre os indígenas que viviam no sul do país . Com isso, liberou milhões de hectares para a instalação de instâncias. Em 20 de setembro de 1880, o Congresso Nacional declarou Buenos Aires capital da República Argentina. Sancionou os códigos de mineração, penal e de comércio.
Durante as últimas gestões de maior estabilidade política surgiu uma Argentina como estado moderno. Com o progresso econômico sustentado desde a presidência de Urquiza o país gozava durante décadas de prosperidade econômica e estabilidade política. Uma característica desse período é o incentivo maciço à imigração europeia (principalmente italiana) e investimento vigoroso em educação primária que fez o pais ter a população com mais anos de educação formal da América Latina. A extensão da rede ferroviária foi um grande impulso para o governo de Avellaneda, atingindo 2.516 km até o final do seu mandato, um aumento de 89% em seis anos. A prosperidade econômica foi grande com o aumento da exportação de carnes, grãos e lã para a Europa e Estados Unidos. Seu governo levou a uma grande prosperidade da nação, alimentada por uma maciça imigração europeia, a construção de ferrovias e o desenvolvimento das exportações agrícolas.

#### Governo Julio Argentino Roca

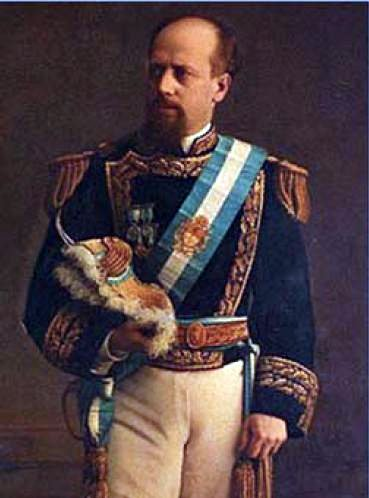
Julio A. Roca.

Seguindo a política consolidada no período anterior, com 37 anos de idade, Roca foi o mais jovem presidente da Argentina em toda sua história. Seu primeiro seu governo durou de 1880-1886. Roca iniciou seu mandato em uma situação econômica favorável, as exportações aumentaram rapidamente em volume e valor. A prosperidade da nação  continuou durante o seu mandato. Separou a Igreja do Estado, sancionando as leis de Registro Civil e de Matrimônio Civil, o que levou a romper relações diplomáticas com o Vaticano. Deu um extraordinário impulso à educação mediante a Lei 1420 (iniciativa de Sarmiento, então diretor do Conselho Nacional de Educação) que estabelecia o ensino primário gratuito, obrigatório e laico para todos os habitantes do país.
Grande parte dos recursos econômicos foram destinados a projetos de infraestrutura, como estradas de ferro, cuja expansão foi de 2516–6161 km durante seu mandato. A continuidade do crescimento econômico e do crescimento da produção agrícola, permitiu a construção de prédios públicos luxuosos. Conduziu a política de  purificação étnica, com um exército moderno e bem preparado, submeteu a Patagônia, vencendo a resistência dos povos mapuches, a campanha causou a morte de 20 000, a população indígena quase desaparece. Hoje, os descendentes de indígenas representam menos de 1 por cento da população Argentina.
Durante a década de 1880, 40% de todo o capital britânico investido no exterior foram investidos nas Argentina. investimentos maioria estrangeiros foram destinados ao financiamento da rede ferroviária, que acrescentou mais 3.800 milhas, tocando 10 000 km ferroviária total.10 disso, também houve grandes investimentos em portos, incluindo Bahia Blanca, Rosário e La Plata.

#### Governo Miguel Juaréz Celman

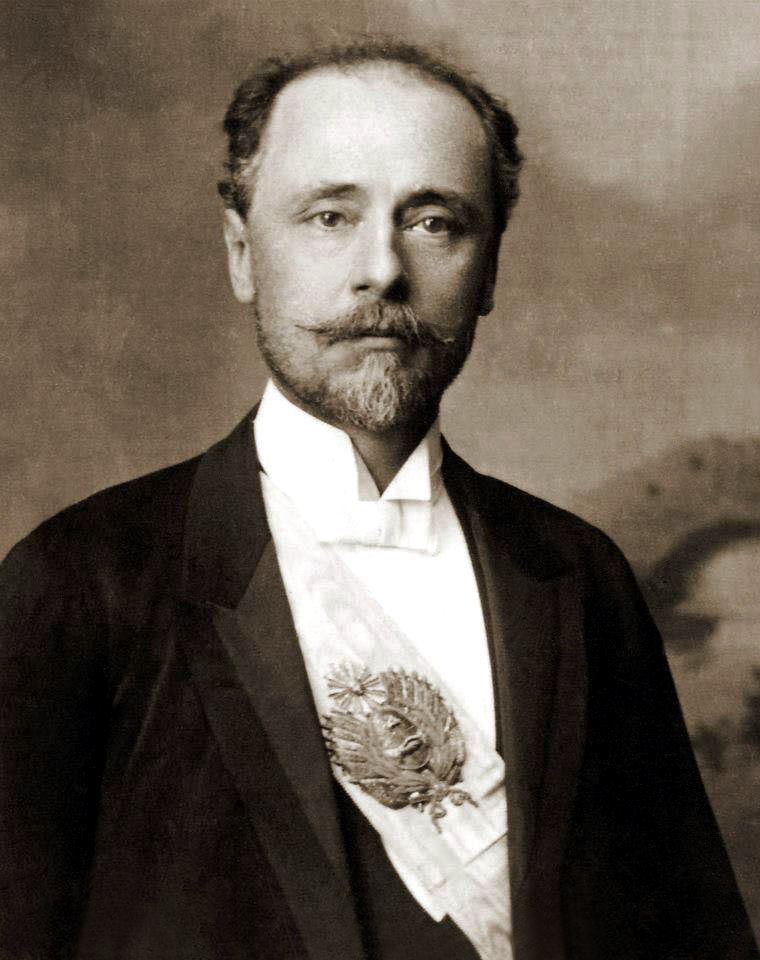
Juarez Celman: Durante sua administração ocorreu a primeira crise econômica na Argentina, causada pela forte especulação financeira.

Em 1886 assumiu Miguel Juaréz Celman, foi apoiado na eleição setor conservador. Também mantendo a política educacional e de imigração dos governos anteriores, deu grande impulso às obras públicas. O Eurocentrismo se refletiu nas obras públicas que tinham o intuito de tornar Buenos Aires semelhante as capitais europeias. Em seu governo foram erguidos o Teatro Colón, numerosas escolas, e expandida a infra-estrutura sanitária da cidade. O porto de Buenos Aires foi reformulado, de acordo com projeto do engenheiro Eduardo Madero.
Criou um registro público de propriedades imóveis, promoveu também a privatização de ferrovias, julgando que tal serviço não devia permanecer em mãos estatais. A face legalista do governo, contrastava com acusações de corrupção na especulação financeira. Em 26 de julho de 1890 greves exigiram melhorias salariais comandada por Leandro N. Alem. Juárez Celman renunciou poucos dias depois, em 6 de agosto de 1890.

#### Governo Carlos Pellegrini
O vice-presidente Carlos Pellegrini assume em 1890 após a renúncia de Celman. Suas primeiras medidas foram dedicados a combater a especulação financeira. Em 1891 criou o Banco de La Nacion Argentina, nesse ano foi criado a Caixa de Conversão para atrair investimentos para as indústrias emergentes. Essas medidas resultaram em uma economia muito próspera e por isso era conhecido como "piloto de tempestade". Produtores de gado estavam no boom econômico, com a disseminação dos sistemas de produção modernos. As exportações foram diversificadas com as exportações de lã, carne congelada, vinho e alguns têxteis. Em 1891, Leandro N. Alem funda a União Cívica Radical (UCR) que é o partido político de classe média mais antigo das Américas. Com o desenvolvimento das ferrovias procuraram desenvolver o setor industrial imitando o que aconteceu com a indústria do aço no Reino Unido. Isso levou o desenvolvimento do sector metalúrgico, não foi o início das primeiras indústrias siderúrgicas argentinas. Em 1887, na cidade de Buenos Aires, havia 4.200 estabelecimentos industriais. Graças à unidade do governo do país estabeleceu têxtil, siderurgia, móveis, calçados, vidro, doces e cerveja. Durante a sua presidência, o PIB aumentou, em média, um crescimento de 5,3 por ano, atingindo o Canadá (3,65%), Estados Unidos (3,16%) e Austrália (2,64%). Durante o seu governo criou uma das mais extensas redes ferroviárias e moderno no mundo.

#### Segundo governo Julio Argentino Roca

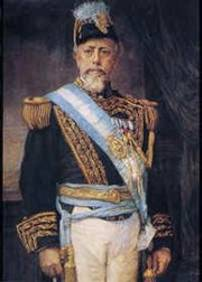
Julio A. Roca em 1898.

Roca foi apresentado como o único candidato capaz de reunir o apoio necessário, venceu a eleição com forte apoio. Roca teve sua segunda presidência em 12 de outubro de 1898, Todas as províncias vão responder, exceto um: a província de Buenos Aires, onde ganhou o União Cívica Radial. Nesse momento, a  política na Argentina se polariza entre os Radicais da UCR e os Autonomistas do PAN (Partido Autonomista Nacional). O Ministro da Instrução Pública projetou uma série de técnicas e escolas agro-técnicas, para impulsionar a industrialização nascente do país iniciada por Pellegrini. Durante seu segundo mandato continuou o desenvolvimento da telegrafia Argentina. Em 1905, a ligação telegráfica foi concluída ligando Cabo Virgenes no Estreito de Magalhães para a rede nacional, que até então tinha 50 000 km uma das mais importantes do mundo. Graças à chegada de centenas de milhares de imigrantes europeus desde meados do século, a população chegou a 8.000.000 habitantes. O alto padrão de vida da população, Alento viagens à Europa e à construção de grandes lojas como Harrold´s. No final do século Argentina tornou-se o país mais próspero da América Latina e uma das maiores economias do mundo. Em 1904, entregou a presidência ao seu sucessor Figueroa Alcorta.

#### Governo Figueroa Alcorta
José Figueroa Alcorta venceu a eleição de 1904 estreitamente. A economia continuou a girar em torno da exportação de carne e grãos, mas com uma maior quantidade de manufaturas industriais. Havia grande tecnologia. Os frigoríficos seria a porta de entrada para o capital dos EUA na Argentina. Entre 1904 e 1910 as ferrovias aumentaram seu tamanho em quase 50%, para 27 000 quilômetros. Figueroa Alcorta decidiu celebrar o centenário da Revolução de Maio como uma grande festa, o que poderia mostrar ao mundo a riqueza e influência da República, foi inaugurado monumentos em parques e praças. Apesar do crescimento econômico a situação de trabalho não foi regulamentada. Em 1904, o deputado socialista Alfredo Palácios empurrado várias leis, entre as quais: a proibição de trabalho perigoso de mulheres e crianças, o estabelecimento de uma idade mínima para o emprego e a introdução de uma carga horária máxima semanal de 60 horas. Durante seu mandato as exportações argentinas cresceram de 70 milhões de pesos de ouro no período 1880-1884, para 1380 milhões em 1910. Argentina tornou-se um potência agrícola, investimentos atraiu cerca de um bilhão de Libras esterlinas por ano.

#### Governo Sáenz Peña
Ele era um diplomata bem conhecido. Enquanto trabalhava no exterior aumentou relações com as potências europeias e procurou resgatar outros países sul-americanos como Peru. Assumiu o cargo em 12 de outubro de 1910. Saenz Peña era um democrata convicto, da ala modernista do Partido Autonomista Nacional (P.A.N) Enquanto a economia não se alterou muito durante sua administração, continuou o caminho da prosperidade e do progresso econômico. As exportações foram diversificadas e não houve um novo boom de investimentos estrangeiros. Sua maior obra de governo foi a aprovação da Lei Sáenz Peña, aprovada pelo Congresso em 10 de fevereiro de 1912 que estabeleceu o voto secreto e universal, obrigatório para os homens argentinos com mais de 18 anos de idade. Que a substituição do Sufrágio censitário. Durante sua administração deu uma forte proteção para os pequenos agricultores. Isto marcou o surgimento de uma enorme classe média rural.
Nas eleições de 1915, regido pela Lei Saens Peña, a participação popular foi de 62,85% do eleitorado, da mesma obteve um crescimento notável do Partido Socialista (PS). Essas eleições marcaram o surgimento de uma nova classe política, a ascensão da Unión Civica Radical(UCR) ao poder e ao desaparecimento do Partido Autonomista Nacional (P.A.N) do sistema político.

### Os governos da União Cívica Radical (1916-1930)

#### Primeiro governo Yrigoyen (1916-1922)

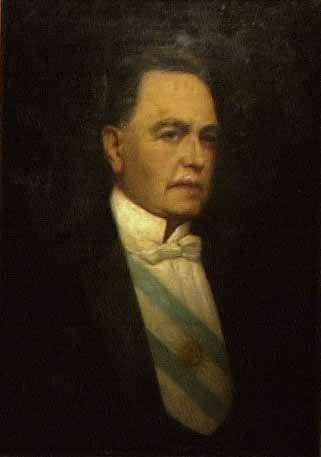
Hipólito Yrigoyen.

Com a promulgação da Lei Sáenz Peña, a Argentina teve suas primeiras eleições com sufrágio universal e secreto. Yrigoyen foi eleito e assumiu a presidência em 1916.  Com a chegada da União Cívica ao poder, houve uma declaração de princípios: a Causa contra o regime eletoiral anterior, focado na classe alta e latifundiária, a Reparação Histórica, a recuperação da ética e o respeito ao Federalismo. Este período é conhecido pela história argentina como "A Etapa Radical", que se segue até 1930. Uma de suas principais medidas de reforma universitária foi realizado em 1918, que se espalhou para outros países, democratizando universidades do país.
O governo privilegiou a classe média. Entre as ações mais importantes do 1º mandato de Yrigoyen estão a criação da Yacimientos Petrolíferos Fiscales (YPF), a criação da Marinha Mercante Nacional. Durante seu mandato, conseguiu triplicar a produção de petróleo.  O país teve grande fomento econômico neste período devido à Primeira Guerra Mundial quando os países em guerra importaram produtos primários em grande quantidade. O crescimento econômico foi de cerca de 6% ao ano durante a década 1910-1920, por isso continuou a ser o país mais rico da região. Graças à estabilidade financeira e prosperidade econômica o desemprego manteve-se em níveis inferiores a 3 por cento. O censo nacional de 1914 gravado quarenta e oito mil estabelecimentos industriais de todo o país, com mais de quatrocentos mil trabalhadores. O crescimento acelerado da indústria permitiu aumentar os salários e os níveis de consumo da população.

#### Governo de Torcuato de Alvear (1922-1928)

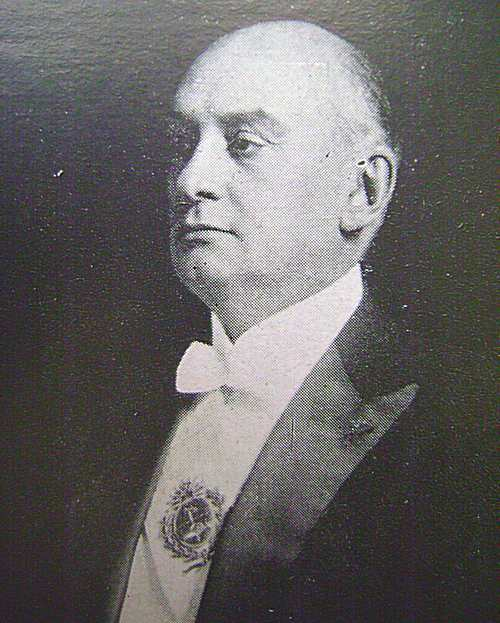
Marcelo T. Alvear.

As eleições presidenciais ocorreram em 2 de abril de 1922. A UCR obteve 450.000 votos, equivalente a 50% dos votos. Os adversários eram os Conservadores da 'Concentração Nacional' os Socialistas do 'Partido Socialista' e os Liberais do Partido Democrata Progressista. que obtiveram respectivamente 200 mil, 75 mil e 75mil votos. Marcelo Torcuato de Alvear iniciou seu mandato em uma situação econômica favorável. Apesar de pertencer ao mesmo partido político Torcuato de Alvear desenvolveu uma presidência diferente de seu antecessor: as medidas de transformação econômica, política e social delineadas no governo de Yrigoyen foram atenuadas. Início modernização completa de linhas de caminhos de ferro, e levantou a sua extensão para 48,000 km. Paralelo mantida a política de seu predecessor de estender a rede rodoviária. Entre 1918 e 1924, a rede pavimentada passar 8000 km para 40 mil. Atinge a economia da Argentina durante sua administração a situação mais próspera da sua história. Durante o período de Alvear, o PIB aumenta ainda superou a de Canadá, Itália e Austrália. Esses números significava a idade de ouro da economia da Argentina, chegando em sexto PIB mundial em 1928, quando ele deixou Alvear governo.
Em 1927, o partido está fragmentado. De um lado, os 'antipersonalistas', que apoiavam o presidente; do outro, os aliados de Yrigoyen, os 'personalistas'. Apresentaram dois candidatos distintos para a eleição presidencial de 1928.

#### Segundo governo de Yrigoyen (1928-1930)
Hipólito Yrigoyen concorrendo a um segundo mandato, sendo reeleito com aproximadamente o dobro de votos de seu oponente.
Hipólito Yrigoyen é reconduzido ao cargo em 12 de outubro de 1928. Políticas educacionais desenvolvidas durante as presidências de Hipólito Irigoyen olhar democrático voltou para a escola, vai transformar ligações educacionais. Ele vai criar mais de 200 escolas, incluindo industriais, comerciais e de artes e ofícios.  O governo de Yrigoyen conseguiu sancionasen uma série de leis de arrendamento rural para proteger os colonos e fazendeiros contra os grandes proprietários de terras. Da mesma forma reorganizou o apoio do Banco Nacional de Crédito Hipotecário para os pequenos produtores rurais. A ascensão da classe média, graças ao crescimento econômico possibilitou a estabilidade social. Aumentou a imigração europeia, que se transformou mais do que 30 por cento da população.
Graças ao crescimento das exportações Yrigoyen decidiu dar o primeiro impulso do desenvolvimento industrial do Estado, em 1929: na Argentina, havia 40.606 estabelecimentos industriais, que são o lar de 590 mil total de trabalhadores.
As eleições parlamentares de março de 1929 causam uma derrota do radicalismo na cidade de Buenos Aires, onde o Partido Socialista Independente obtém a vitória. O radicalismo personalista foi derrotado pela oposição por cerca de 40 mil votos. As  correntes nacionalistas apoiadoras de Yrigoyen formaram o 'FORJA' (Fuerza de Orientación Radical de la Joven Argentina). Durante seu segundo mandato, a economia cresceu 4,7 em 1928, 4,3 em 1929 e 4,9 no início de 1930.

## A década infame
Em 6 de setembro de 1930 ocorre o golpe de estado liderado pelo general José Félix Uriburu, ligado aos grandes proprietários de terra e os conservadoresLisandro de la Torre, do Partido Socialista e seu aliado, o Partido Democrata Progressista, denunciaram os atos de corrupção em benefício da elite rural o que incluiu o assassinato do senador Enzo Bordabehere dentro do Senado.

## Governos da Concordância (1932 1943)

### Governo Agustín Pedro Justo
Agustín Pedro Justo foi eleito presidente em 8 de novembro de 1932, com o apoio da aliança chamada 'Concordância' que era composta pelo Partido Demócrata Nacional, a UCR antipersonalista e o Partido Socialista Independente. Justo governou entre 1932 e 1938. Esse novo grupo político governou durante 1932-1943. A economia se recuperou rapidamente da crise de 30 e emergiu mais forte. Desemprego cai para 3,6 por cento em 1934, devido aos regimes de obras públicas. Nesse ano as reservas internacionais estão em seu ponto mais alto na história. Em 1933 foi firmado o pacto Roca-Runciman, que privatizou o setor ferroviário em troca de vantagens na exportação de carne para o Reino Unido.
A partir de 1940 o governo adotou um novo modelo econômico denominado(Industrialização por Substituição de Exportações). Durante a vigência do Justo foi o terceiro censo industrial, que fixou em 600 mil o número de trabalhadores empregados na atividade. Foram aprovadas leis que regula o sector bancário e de investimento. Os prazos de liquidação oferecidos ao capital estrangeiro incentivou a industrialização, especialmente nas províncias de Buenos Aires e Santa Fe, onde se estabeleceram alimentos (Adams, Royal, Suchard, Quaker), borracha (Firestone), elétrica (Eveready, Philco ) e têxtil. Formou-se a UIA (União de Industriais Argentinos), que foi tomando mais poder com o desenvolvimento da indústria, fomentado pelo governo. O movimento operário argentino também se organiza nesta época, formando a Confederação Geral do Trabalho (CGT). Em 1932 morre yrigoyen. Durante os governos do Concórdia Argentina recuperou sua prosperidade. Agustin P Justo deixou o governo com um crescimento econômico, e uma forte estabilidade econômica e financeira.

### Governo Marcelino Ortiz

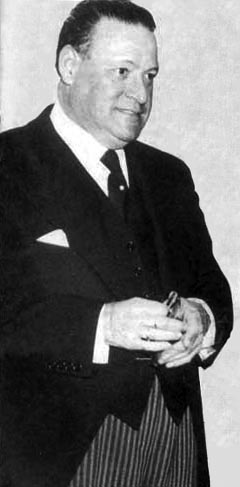
Roberto Ortiz, Presidente da Argentina (1938-1940).

Em 1938, justo entregou a presidência ao seu sucessor M.Ortiz. Roberto Marcelino Ortiz governou de 1938 a 1942, era um radical "antipersonalista", opositor a Yrigoyen. Foi eleito por uma margem estreita. Durante seu governo intermediou o pacto de paz entre o Paraguai e a Bolívia, que haviam se enfrentado nos anos anteriores na Guerra do Chaco. A eclosão da Segunda Guerra Mundial, em setembro de 1939 descobriu que a Argentina foi declarado neutro no conflito. Por motivos de saúde deu lugar a seu vice, Ramón Castillo ocupou a presidência até 1943. Durante os governos da Concordância, a industrialização do país se espalhou para outras grandes cidades como Rosário, Tucuman, Cordoba, Mendoza, Bahía Blanca. Em 1943 foi deposto  pelas mãos do GOU (Grupo de Oficiais Unidos), militares de tendências filofascistas, anticomunistas e ultracatólicas. Em 17 de outubro de 1945, ovimentações populares organizadas pela CGT conseguiram a libertação de Perón.

## O Peronismo (1946-1955)

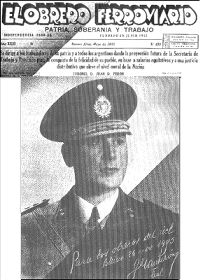
Perón na capa de jornal sindical, 1945.

### O primeiro governo de Juan D. Perón (1946-1955)
Nas eleições de 1946 Perón se apresentou como candidato do Partido Laborista (Trabalhista), tendo como vice um radical da dissidente Junta Renovadora. Perón tinha uma linha política que incluía elementos (nacionalista, antinorte-americana, trabalhista). A aliança que Perón aglutinou era heterogênea em suas ideias políticas. Estavam juntos: Os sindicalistas da CGT, Os Yrigoyenistas do FORJA, o Partido Socialista, o Partido Independente; o Partido democrata Progressista e os conservadores das províncias do interior.
No outro lado estavam juntos a União Democrática, os conservadores da Província de Buenos Aires, e o embaixador dos Estados Unidos, Spruille Braden. Perón foi eleito com 56% dos votos.
Após assumir a presidência, Perón integra Partido Trabalhista ao novo Partido Peronista, que contará com três vertentes: a sindical (da CGT, única associação sindical permitida), a política e, a partir de 1952, quando o direito de voto foi estendido às mulheres, a vertente feminina. Mais tarde se considerará a Juventude Peronista como quarta vertente do Movimento. Em seu governo foi sancionada uma nova lei sindical. A produção de petróleo triplicou, obtendo-se a autosuficiência argentina do produto. Grandes projetos de hidroeletricidade foram iniciados, além da construção de uma extensa rede de rodovias. A indústria de base foi impulsionada, com investimentos em petroquímica, siderurgia, implemento de técnicas agrícolas e expansão de escolas de educação técnica, estabeleceu ensino universitário gratuito através do Decreto 29.337. Assim, a Argentina iniciou uma década (1945-1955) em que apresentou uma das mais altas taxas de crescimento do mundo, além de praticamente erradicar a pobreza (Gerchunoff,305)

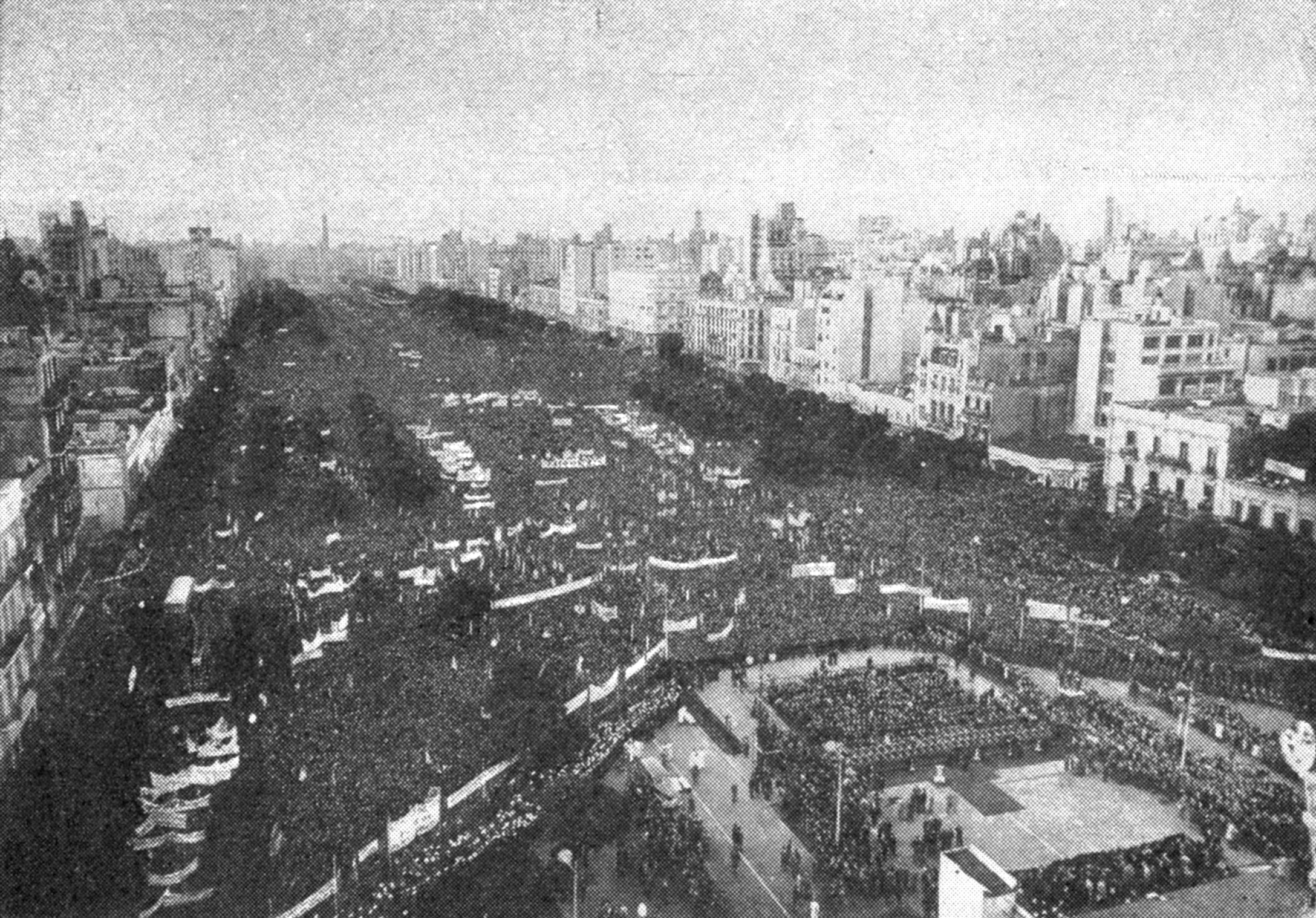
manifestação de apoio de Juan Perón.

A 22 de novembro de 1949 Juan Domingo Perón impulsionou-se a CGU — Central Geral Universitária — como representante dos estudantes. Com um critério similar, criou-se a UES (União de Estudantes Secundários). Em 1949 Perón convocou-se eleições para a Assembleia Constituinte que ditou uma nova Carta Constitucional.

### O estado de bem-estar e a economia no peronismo

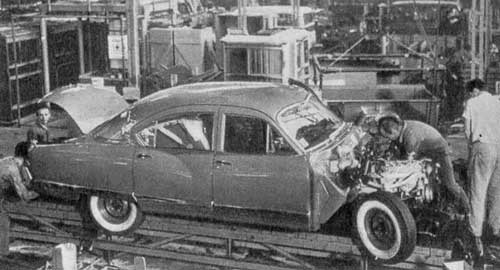
Durante o governos de Perón, a indústria da Argentina foi ampliada e modernizada.

Perón realizou uma política industrial de desenvolvimento, a fim de promover a rápida industrialização do país, incentivou a entrada de capital industrial estrangeiro. Para alcançar a auto-suficiência assinado assinou contratos de exploração petrolífera com companhias estadunidenses.
Políticas de estímulo às exportações, o investimento estrangeiro na indústria automobilística e de petróleo, mantendo os altos salários, direitos trabalhistas e do forte investimento em obras públicas, permaneceram projeto de política económica global para os próximos 20 anos.
A chegada do peronismo produziu-se em pleno período pós-guerra, a debilidade econômica da Europa em ruínas e a liderança dos Estados Unidos no hemisfério ocidental, mediante o Plano Marshall. Argentina se encontrava pela primeira vez em sua história na posição de credor dos países centrais, graças a suas exportações de carne e grãos às potências beligerantes. O principal devedor era o Reino Unido, que diante da emergência declarou sua iliquidez, bloqueando a livre disponibilidade de seus montantes. O governo optou por utilizar estes créditos para a estatizações as ferrovias de capital britânico.
A bonança econômica da Argentina continuava, impulsionada pelo crescente mercado que se havia formado pela baixa das importações provenientes dos países em guerra. Isto permitiu ao governo aplicar uma vasta política de bem-estar que incluía a efetivação de novos direitos sociais, como períodos de férias e descanso, planos de moradia, investimentos em saúde e educação, etc, promovidos pelas figuras de Perón e sua mulher. Com o aumento no salário houve um grande aumento no consumo: vendas cozinhas aumentou 106%, vendendo geladeiras de 218%, 133% de calçados, 200% discos fonográficos e 600% a venda de rádios, incentivado por programas redistributivos do governo e de crédito barato. Entre 1945 e 1948, a economia cresceu a um recorde de 8,5% ao ano, enquanto os salários reais cresceram 46%.
Em 1952, o governo peronista decide pagar totalmente a dívida, o país devedor de $12,500 milhões tornou-se um credor de mais de $ 5.000 milhões. Ele deu um forte impulso para a construção de novas agências ea expansão da rede ferroviária, que já contados em 1954, com mais de 120 000 km.
Entre 1945 e 1955, o produto interno bruto cresceu a uma média anual de 7,83%, a inflação caiu de 3,78% em 1945 para 1,21% em 1954. Isso permitiu que, junto com altos salários e pleno emprego típico da época, um rápido aumento nos padrões de vida. A economia registrou um dos mais altos índices de crescimento do mundo. A economia do país cresceu tornando-se mais competitiva e moderna.

### O segundo governo de Juan D. Perón
Em 1951, Eva Perón tentou acender à nomeação de vice-presidente no segundo mandato de Perón. Apesar do respaldo da CGT, a oposição militar a conduziu à sua célebre renúncia em um ato na Avenida 9 de julho.
Perón volta a se eleger em 1951, ganhou com 62% dos votos. O segundo governo peronista foi caracterizada por um aprofundamento de políticas distributivas que caracterizaram o primeiro governo, dando maior ênfase à melhoria da educação e da saúde pública: a mortalidade infantil era de 80,1 por mil em 1943, caiu para 66,5 por mil em 1953 e a expectativa de vida aumentou de 61,7 anos para 66,5 anos em 1953. Lançou um programa de obras públicas, em 1942, cerca de 6,5 milhões de pessoas tinham abastecimento de água correndo 4 milhões de serviços de esgoto, e em 1955 os beneficiários eram 10 milhões e 5,5 milhões, respectivamente. Evita morreu de câncer uterino, aos 33 anos, em 1952. Em 1954 o Congresso aprovou uma emenda ao Código Civil que autoriza o divórcio, eliminando isenções fiscais para as instituições religiosas, a igualdade jurídica entre o homem e a mulher.
Em 1951, Perón anunciou que a Argentina teria descoberto uma maneira de produzir fusão nuclear, algo sem paralelo. À época, somente os Estados Unidos, o Reino Unido e a União Soviética tinham obtido êxito, e ainda assim mediante fissão nuclear. O dirigente do projeto era o alemão Ronald Richter. Houve interesse manifestado na imprensa mundial, embora com ceticismo por parte dos americanos e da comunidade de físicos. Após certo tempo, ficou evidente que as alegações eram espúrias, e o interesse mundial que havia sido despertado se foi. Depois, Perón foi deposto, e o novo governo investigou Richter quanto aos custos alocados para o projeto, tendo sido ele preso ao final. Documentos secretos britânicos desclassificados 30 anos após, em 1983, revelaram que Perón havia considerado invadir as ilhas Malvinas em 1951, possivelmente devido à sua confiança de que a Argentina seria o primeiro país a explorar a energia atômica para fins industriais. Até hoje, não foi obtido meio de controlar a fusão nuclear para produção de energia com fins pacíficos, em escala industrial (ver bomba de hidrogênio).
A 16 de junho de 1955 ocorreu um levantamento militar no qual a Aviação Naval bombardeou Buenos Aires causando 364 mortos e um milhar de feridos, estima-se que havia mais de 400 mortes, enquanto o número de feridos foi de 800 pessoas. Perón refugiou-se nos subsolos da sede do Casa Rosada. Perón seguiu à frente do governo como presidente, embora só por uns meses mais. A 16 de setembro de 1955 a Aviação Naval novamente ameaçou bombardear Buenos Aires, liderado por Eduardo Lonardi. Ao meio-dia vários soldados entraram na casa de governo, dando golpe militar. Perón teve que se exilar, fixando-se na Espanha — e mesmo no exílio continuou sendo popular para os argentinos. Peron deixou o governo com um crescimento econômico consolidado, e uma forte estabilidade econômica e financeira.

## De 55 a 76: Violência, instabilidade e conflito
Durante os anos 60 e 70 os governos eleitos foram derrubados por golpes militares.[carece de fontes?] Paradoxalmente a economia registrou um dos mais altos índices de crescimento do mundo (Gerchunoff et al). Durante esta fase peronismo foi banido até 1972. Em 1972 Perón volta ao país e o claro triunfo do Peronismo nas eleições de 1973 é afetado pela morte do mesmo no ano seguinte.

### A Revolução Libertadora (1955-1958)
Em 6 de setembro de 1955 as Forças Armadas, a mando do general Eduardo Lonardi, derrubam Perón e estabelecem a chamada Revolução Libertadora pelos partidos liberais. Poucos dias depois, o general Pedro Eugenio Aramburu tirou Lonardi do cargo, tomou a presidência e revogou a Constituição Nacional, procedeu-se a remoção dos membros da Corte Suprema. e reprimiu sistematicamente a expressão das ideias políticas peronistas, foram fechadas publicações como a revista "De Frente" e o jornal Palabra Argentina, este último fechado a 9 de junho de 1957, simultaneamente com o encarceramento do seu diretor, Alejandro Olmos. Em 1956 o governo militar ordenou o fuzilamento de 31 militares e civis peronistas. Pedro Eugenio Aramburu interveio e todos os sindicatos da CGT, mais de 150 mil foram desativados delegados de fábricas e preso centenas de líderes peronistas. Comissões especiais foram criados para os políticos peronistas perseguem. General Aramburu condenada a roubar o cadáver de Evita ea CGT não desapareceu há mais de 15 anos, clandestinamente o cadáver foi enviado à Itália e enterrado com nome falso em Milão. Em 1972 foi devolvido a Perón. Atualmente se encontra no cemitério de La Recoleta em Buenos Aires.
Devido ao atentado realizado a 25 de maio de 1957 por agentes do governo militar argentino em Caracas para assassinar a Juan D. Perón, Venezuela expulsou o embaixador argentino nesse país, general Federico Toranzo Montero, fato que levou à ruptura de relações diplomáticas entre ambos os países. A União Cívica Radical Intransigente, dirigida por Arturo Frondizi, sustentou que a proscrição do Peronismo era ilegal.  Em 1957, em meio a greves gerais e um forte  descontentamento popular, a ditadura decide realizar eleições.

### Presidências de Arturo Frondizi 1958-1963)

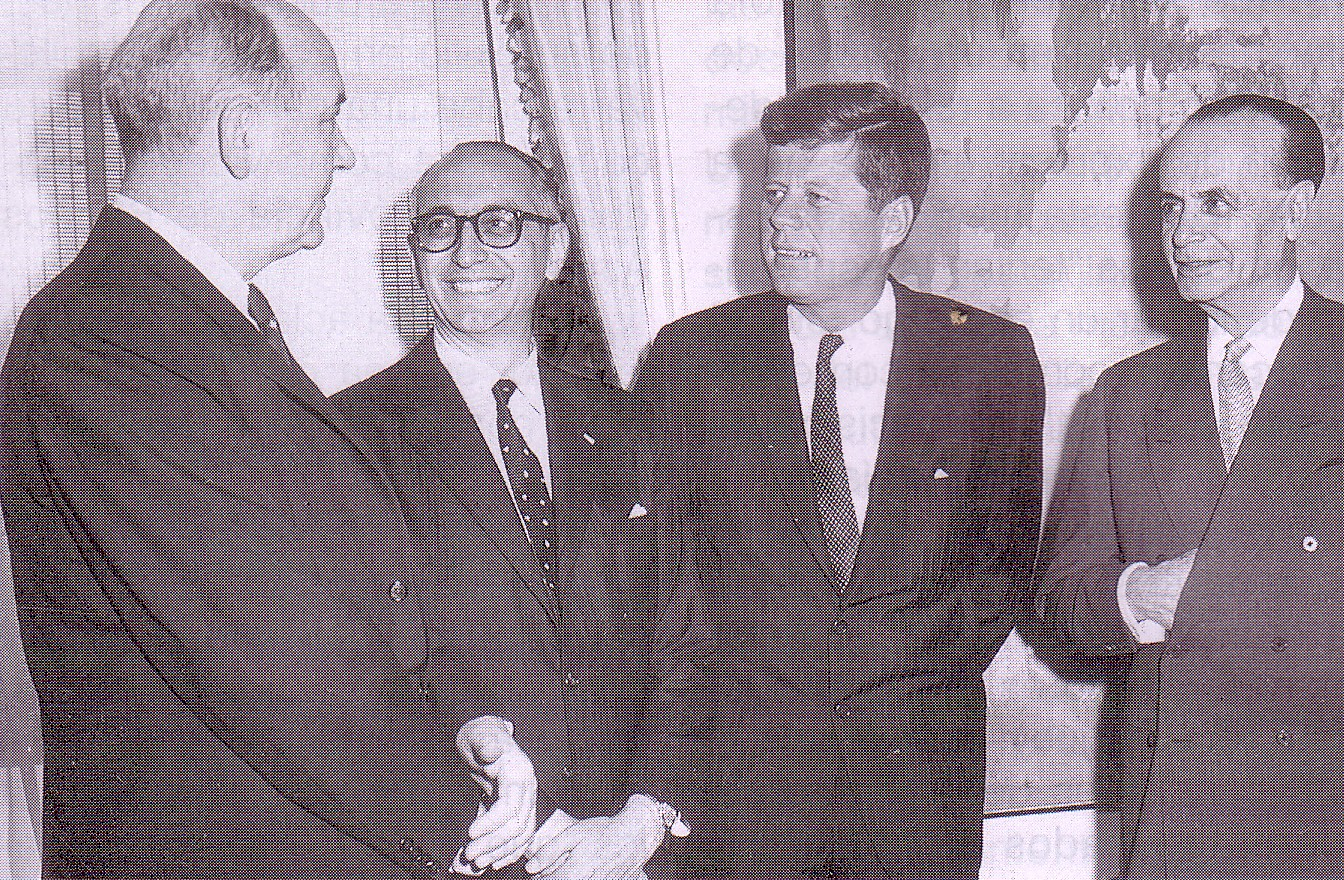
Frondizi e John Kennedy, Estados Unidos, 1961.

Em 1958 Arturo Frondizi, pela União Cívica Radical Intransigente e com um projeto desenvolvimentista, ganhou as eleições presidenciais com apoio do peronismo ilegalizado. A União Cívica Radical do Povo, dirigida por Ricardo Balbín, obteve a primeira minoria. Seu governo foi economicamente alinhado com os Estados Unidos — fazendo parte da Aliança para o Progresso — e diplomaticamente independente, com apoio a Cuba após a imposição do embargo econômico estadunidense. Durante o governo de Frondizi, a nova Lei Sindical. º 14 455 passou, estabelecendo um modelo de união de absoluta liberdade de criação de sindicatos por registo simples e alocação de reconhecimento. A lei também estabeleceu o reconhecimento da figura do delegado, como um representante do sindicato no local de trabalho para todos os trabalhadores escolhidos.
As reformas na indústria de base e infraestrutura implementadas durante o seu governo permitiram que a Argentina, na década seguinte, tivesse o mais alto índice de crescimento econômico do mundo. As reformas na indústria de base e infraestrutura implementadas durante o seu governo permitiram que a Argentina, na década seguinte, tivesse o mais alto índice de crescimento econômico do mundo. Reflectindo a importância da ciência e tecnologia, durante seu mandato creou o Conselho Científico e Técnico Nacional (CONICET), presidida pelo Prêmio Nobel Bernardo Houssay e desenvolveu a pesquisa aeroespacial. Em fevereiro de 1961 a instituto aeroespacial lançou o primeiro foguete espacial construído na Argentina.

### Presidência de Arturo Illia (1963-1966)

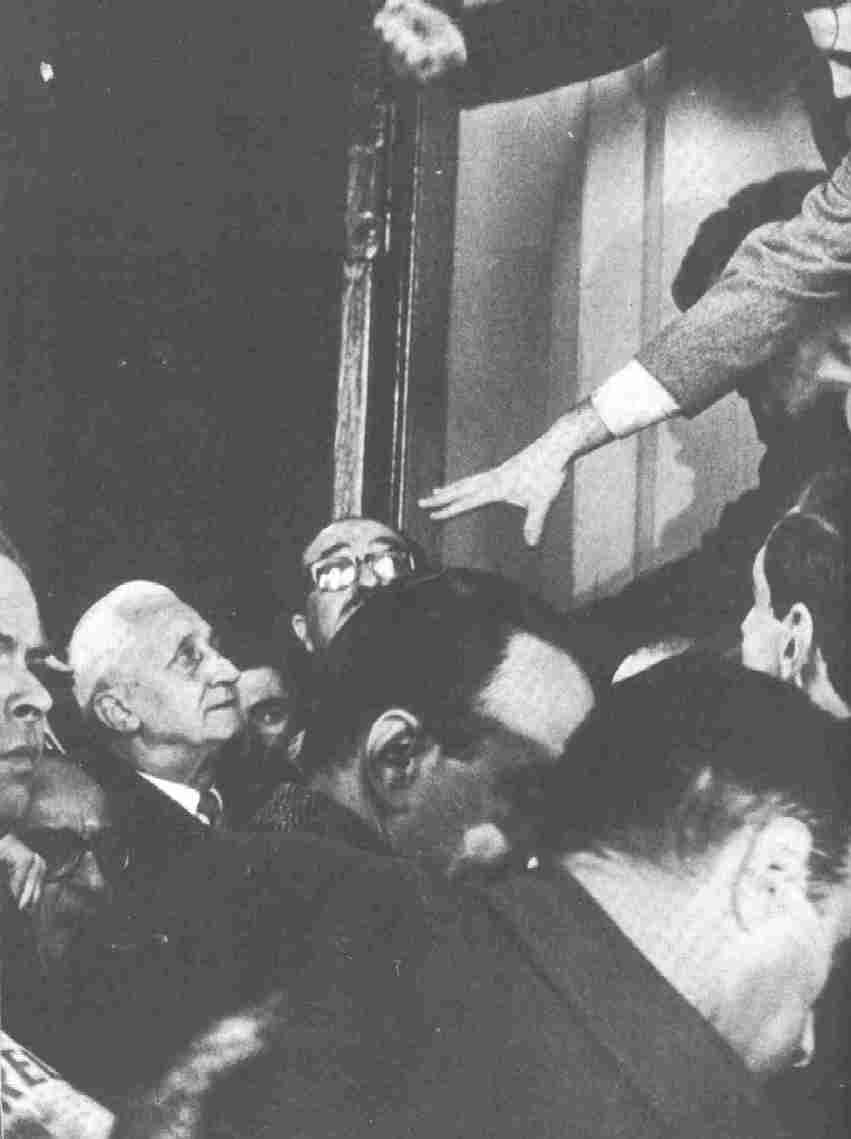
Arturo Illia sendo deposto.

Em 7 de julho de 1963 ocorrem novas eleições presidenciais, com a proscrição do peronismo, sendo eleito Arturo Umberto Illia, candidato da União Cívica Radical do Povo.
Illia assumiu em 12 de outubro de 1963. Seu primeiro ato de governo consistiu em eliminar as restrições que pesavam sobre o peronismo. Também foram revogadas as restrições eleitorais, habilitando a participação do peronismo nos comícios legislativos de 1965. Também revogou-se a proibição ao Partido Comunista e se promulgou penalidades à discriminação e violência racial.
Arturo Frondizi iniciou em seu governo uma política de exploração petrolífera baseada na concessão de territórios a empresas privadas, reservando à empresa estatal YPF a atividade de exploração e compra da produção das empresas concessionárias. Illia em sua plataforma eleitoral agregava que a política de concessões era contrária aos interesses nacionais, comprometendo-se a anular os contratos de concessão, o que ocorreu em 15 de novembro de 1963. As eleições legislativas sem restrição partidária ocorrem em 1965, com vitória do Peronismo sobre a União Cívica Radical por mais de meio milhão de votos.
Em 15 de junho de 1964 é publicada a lei do salário mínimo, vital e móvel, que previa a constituição do Conselho do Salário, integrado por representantes do Governo, empresariado e sindicatos. Illia promoveu políticas econômicas que visavam o ordenamento do setor público, diminuição da dívida externa e de impulso à industrialização. O Produto Interno Bruto argentino evoluiu −2,4% em 1963, 10,3% em 1964 e 9,1% em 1965. O desemprego diminui de 4,8% em 1963 para 3,2% em 1966.
A participação da educação nas despesas do Orçamento argentino subiu de 12% em 1963 para 23% em 1965. Em novembro de 1964 inicia-se o Plano Nacional de Alfabetização, com o objetivo de diminuir a taxa de analfabetismo que era à época cerca de 10% da população adulta. Em junho de 1965 o Programa contava com 12.500 centros de alfabetização e seu trabalho alcançava 350.000 alunos de dezoito a oitenta e cinco anos de idade. Também foram promulgadas leis para o controle do preço dos medicamentos, também foi promulgada a Lei de Abastecimento e a fixação de valores mínimos de gratificações e pensões. Tais leis tiveram grande peso para a destituição de Illia.
Em 28 de junho de 1966 ocorre o golpe militar, o general Julio Alsogaray se apresenta no despacho presidencial. No dia seguinte assume o General Juan Carlos Onganía. O golpe conduziu uma série de presidentes apoiados pelo Exército. Alejandro Lanusse, em 1971 tentou restabelecer a democracia em um ambiente de contínuos protestos de peronistas da classe trabalhadora.

### Presidências de Cámpora, Perón e Isabel Martínez (1973-1976)
Em 11 de março de 1973 nas  eleições gerais houve um acachapante triunfo do peronismo, ainda que o próprio Juan Perón tenha sido proibido de se apresentar como candidato. Poucos meses depois, em 13 de julho deste ano, o presidente Héctor José Cámpora renuncia para permitir novas eleições  nas quais Perón, chegado do exílio, em 20 de junho, vence. Perón lançou um pacto social entre a Confederação Geral do Trabalho, o empresariado nacional e do estado, que incluiu aumentos salariais e congelamento de preços. Ele voltou com as diretrizes econômicas do primeiro governo, com uma política nacionalista, distribucionista, e destina-se a atrair investimentos. Seus resultados foram positivos: a inflação diminuiu (de 6,2% para 1,7% ao ano), os salários reais recuperado por 13,33%. O aumento dos salários e do crescimento da despesa pública encorajou a atividade doméstica.
Perón morreu em 1 de julho de 1974. O sucedeu María Estela Martínez de Perón. A economia registrou um boom de exportação. Através de incentivos ao investimento industrial se estabeleceram em montadoras do país Citroën, Toyota e Volvo. Em fevereiro de 1976 lançou um pacote de leis sociais, estabeleceu um requisito para dois anueles aumentos de pensões, o establecimeinto de dias de descanso para as mães que trabalham Apesar da pressão militar o apoio popular para seu governo manteve-se constante. A 24 de março de 1976 um golpe militar orquestrado pelos líderes das três forças pôs fim a seu governo.

## Ditadura Militar (1976-1983)

### Jorge Rafael Videla (1976-1981)
A 24 de março de 1976 um golpe militar. As três forças armadas estabelecem uma ditadura autodenominado Processo de Reorganização Nacional, presidido originalmente por Jorge Rafael Videla, que se caracterizou por acentuada repressão, levando a cabo constantes perseguições, torturas e execuções de presos políticos. Assim como os outros países do Cone Sul, o governo argentino integrou a Operação Condor. Jorge Rafael Videla prestou apoio ao crescente terrorismo praticado por movimentos paramilitares como o Aliança Anticomunista Argentina.
A administração de Videla foi marcada por violações sistemáticas aos direitos humanos, e o terrorismo de estado e da guerra principalmente nos meios estudantis, além de questões de limites de fronteira com o Chile, que estiveram próximas de um conflito armado — matéria diplomaticamente mediada por João Paulo II. Em 1977 devido aos detidos desaparecidos surge as Mães da Praça de Maio, associação de mães que durante anos reivindicou do governo o paradeiro de seus filhos. As caminhadas ocorriam todas as quintas-feiras e só deixaram de ser realizadas em 2006.
Políticas econômicas neoliberais impostas pela ditadura, foram catastróficos para a economia próspera Argentina. O plano neoliberal causou o colapso do setor industrial, a concentração da riqueza, polarização na classes sociais, desmantelamento dos sindicatos. Também llevou a população a perder o padrão de vida que tinham alcançado a metade do século XX. Durante os primeiros anos de Videla o salário real cai para menor nível desde os anos 30 (OIT, 1988). A pobreza, a partir dos anos 40 são sempre localizados abaixo de 5%, subiu para 37,4% em 1982, números inéditos para o pais. Além plano econômico foi caracterizado pela alta inflação ao longo do ditadura. Durante o governo militar a dívida externa argentina havia crescido de 7000 milhões de dólares em 1976 para 66000 milhões de dólares em 1983. Grande parte do aparato produtivo, sobretudo do setor industrial, havia quebrado.
Em 1978, o plano do ministro neoliberal Martinez de Hoz deu sinais de ser um fracasso total: a inflação anual chegou a 160 por cento e, o PIB caiu 3,2%. Em 1979, a taxa de inflação chegou a 139,7, com uma economia estagnada. Durante seu mandato a dívida aumentou quase seis vezes.  Em 1980 o Ministro Martinez foice liberalizado ainda mais a economia as exportações caíram em 20%. Neste contexto, houve a "rachadura banco", de 1980 e o encerramento de 37 bancos, provocando corrida aos bancos e fuga de capitais Em meio a uma profunda crise econômica e uma corrida aos bancos, Jorge Rafael Videla e José Alfredo Martínez de Hoz renunciar em 1981. Assume a presidência o militar Leopoldo Galtieri.

### Leopoldo Galtieri (1981-1983)
Em 1982 iniciou-se a Guerra das Malvinas contra o Reino Unido, disputando-se a soberania das ilhas. O fracasso das tropas argentinas e a morte de aproximadamente 600 jovens soldados e as violações maciças aos direitos humanos propulsionou o golpe definitivo ao regime militar. Estimou-se que o número de vítimas do governo é 10 mil pessoas. A marca da ditadura foi a repressão sobre os elementos politicamente mais ativos, como jornalistas e sindicalistas. Na atualidade este processo é condenado por grande parte da população. A derrota na Guerra obrigou o regime militar a convocar eleições.

## O retorno da democracia (1983 - atualidade)
Em 10 de dezembro de 1983 a democracia voltou. Em 1989 um presidente de um partido entregou o poder a um presidente de outro partido, a situação voltou a se repetir em 1999, mostrando uma notável consolidação da democracia na Argentina. Hoje a Argentina apresenta um elevado índice crescimento econômico, a economia possui um mercado interno crescente e uma grande demanda e poucos riscos de intervenções militares.

### O governo de Raúl Alfonsín (1983-1989)

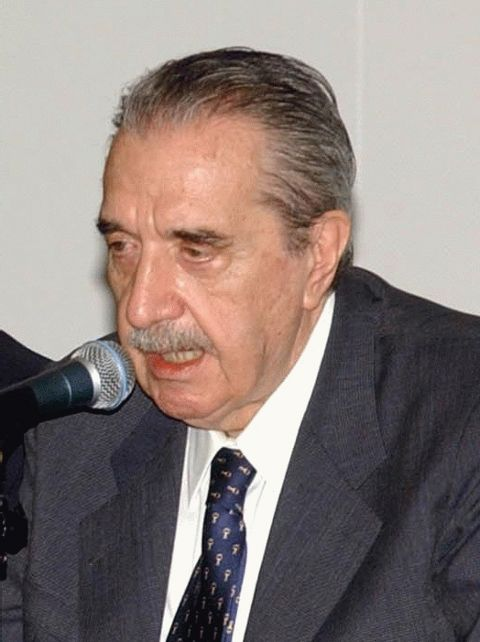
Raúl Alfonsín, ex-presidente da Argentina.

Em 30 de outubro de 1983 realizaram-se eleições, Raúl Alfonsín, candidato pela União Cívica Radical, foi eleito com 52% dos votos, contra 40% do Partido Justicialista (peronista). O radicalismo também obteve maioria na câmara dos Deputados, porém o peronismo a conseguiu no Senado. Em 10 de dezembro de 1983 assumiu o governo democrático.
Durante o governo de Alfonsín restabeleceu-se a autonomia universitária quebrada em 1966, pôs-se em marcha o Plano Nacional de Alfabetização e o Plano Alimentar Nacional (PAN), além da sanção de leis de guarda compartida e divórcio matrimonial. Em 1987 o Congresso sanciona uma lei de transferência da capital do país para Viedma — capital da província de Rio Negro — como parte de um projeto para mudar o eixo político-econômico centralista que caracteriza o país, que fracassou.
Para resolver os problemas econômicos herdados da ditadura, recorreu ao sistema econômico utilizado com sucesso no governo do presidente Arturo Illia e Peron, decidiu aplicar em 1985  o Plano Austral um plano econômico desarrolista. Seu ministro das Finanças Bernardo Grinspun implementou um controle de preços e estabeleceu as listas de preços máximos. A baixa inflação abaixo de 2% ao ano (um valor não visto desde o pré ditadura), as receitas fiscais e conseguiu melhorar significativamente. Além a pobreza diminuiu significativamente. Entre 1983 e 1988 foi alcançada a estabilidade econômica eo equilíbrio fiscal.
No plano internacional destacou-se o protagonismo argentino no impulso ao Grupo Contadora (da América Central) para unificar a posição dos devedores frente aos credores e negociar a dívida externa; os acordos com o governo democrático do Brasil, que incluiriam posteriormente na formação do Mercosul (1991); a política externa de apoio aos processos de paz na América Latina e ajuda aos governos democráticos para consolidar o processo de transição à democracia na região; a firmação do Tratado de Paz e Amizade com o Chile (1985), que pôs fim a uma disputa de limites territoriais com aquele país, e a presidência da 43.ª Assembleia Geral das Nações Unidas (1989).
Em 15 de dezembro de 1983, o governo de Raúl Alfonsín sanciona os decretos 157 e 158 ordenava-se acusar os dirigentes das organizações guerrilheiras; o segundo ordenava processo contra as três juntas militares que dirigiram o país desde o golpe militar de 24 de março de 1976 até a Guerra das Malvinas.
No mesmo dia criou uma Comissão Nacional sobre o Desaparecimento de Pessoas (CONADEP), integrada por diferentes personalidades com a missão de relevar, documentar e registrar casos e provas de violações aos direitos humanos, para fundar a acusação às juntas militares. A CONADEP produziu o relatório "Nunca Más". Em 4 de outubro de 1984 a Câmara Federal (tribunal civil). A acusação realizou-se entre 22 de abril e 14 de agosto de 1985, cuidando-se de 281 casos. Em 9 de dezembro publicou-se a sentença, condenando Jorge Videla e Eduardo Massera à prisão perpétua; Roberto Viola a 17 anos de prisão; Armando Lambruschini a 8 anos de prisão e Orlando Ramón Agosti a 4 anos de reclusão. A condenação das juntas militares realizada por um governo democrático constitui um feito sem precedentes no mundo, que contrastou fortemente com as transições negociadas ocorridas no Uruguai, Chile, Brasil, Espanha, Portugal e África do Sul.
Na Semana Santa de 1987 produziu-se uma rebelião militar por oficiais que se denominavam "caras pintadas". Milhões de pessoas saíram às ruas para se opor ao levante militar. Alfonsín negocia com os líderes militares uma série de medidas para evitar que se realizassem novos julgamentos. Estas medidas se concretizaram nas leis de Obediência Devida e Ponto Final.
Em 1989 realizaram as eleições presidenciais de 14 de maio de 1989, com a vitória do candidato opositor, o peronista Carlos Menem, com 51% dos votos.

### O governo de Carlos Saúl Menem (1989-1999)
Menem governou a Argentina entre 1989 e 1999. Seu primeiro mandato começou em 1989, após vencer seu concorrente da União Cívica Radical por 15 pontos porcentuais. Recebeu o governo em 8 de julho de 1989.

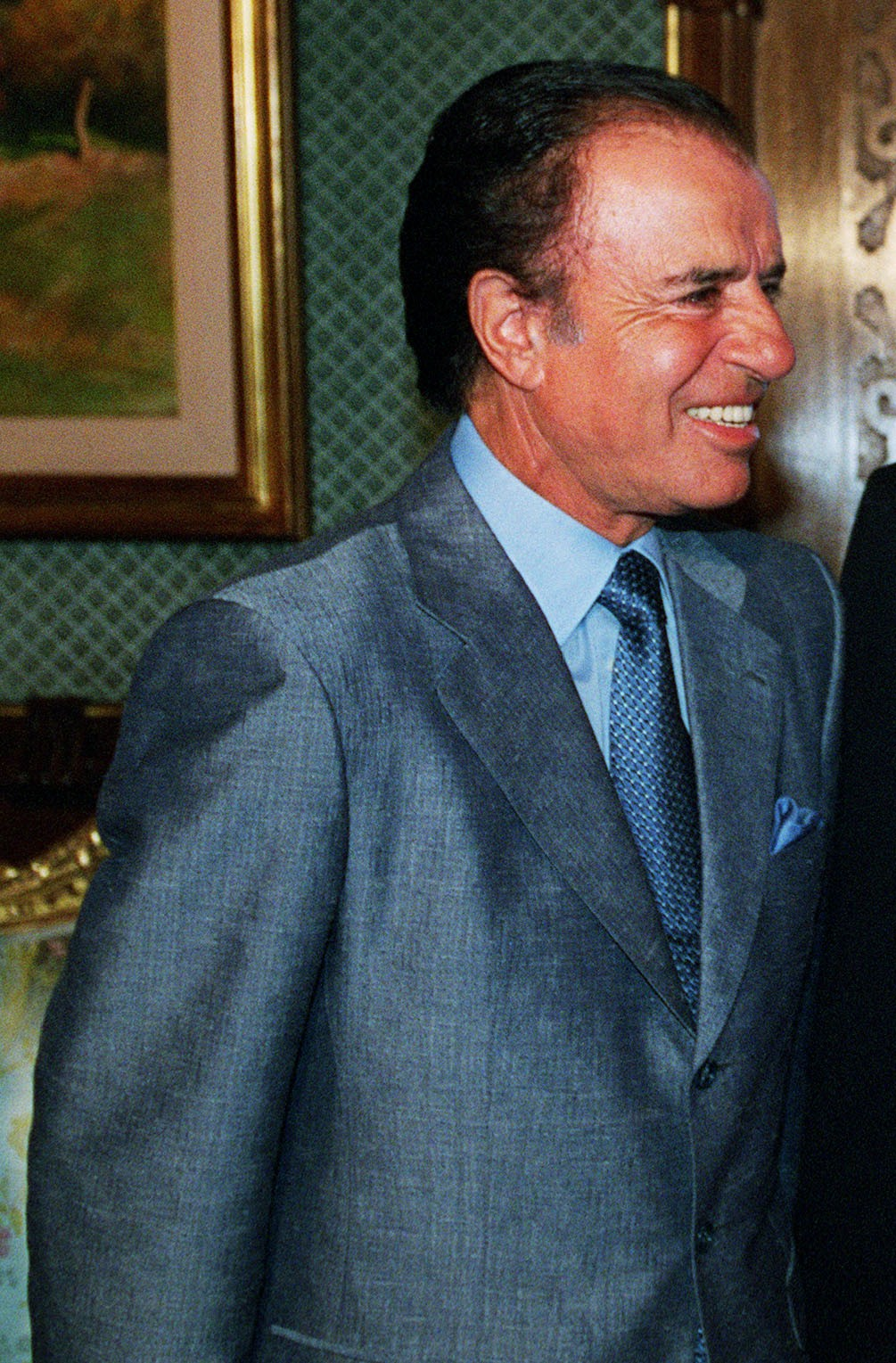
Carlos Saúl Menem.

Durante seu primeiro mandato, Menem sancionou a Lei de Convertibilidade, impulsionada pelo seu ministro da economia Domingo Cavallo, que tinha o objetivo de equilibrar a equivalência entre o dólar e o peso argentino. Além disso, privatizou inúmeras empresas, abriu o mercado e firmou o Tratado de Assunção, que deu origem ao Mercosul, na intenção de formar um forte bloco econômico sul-americano e estabelecer um mercado comum entre seus membros. Em seu mandato ocorreram os atentados à Embaixada de Israel (1992) e à Associação Mutual Israelita Argentina — AMIA (1994), em que morreram quase 100 pessoas. Essas medidas atingiram a estabilidade econômica sem inflação que ofereceu um clima favorável para o surgimento de investimentos e fluxos de capital do exterior, resultando em um crescimento acentuado do PIB. Neste período a Argentina protagonizará uma importante mudança político-institucional e econômica, ao fundar junto com o Brasil, Paraguai e Uruguai o Mercosul, Mercado Comum da América do Sul. Menem se lançou à reeleição em 1995, vencendo seu opositor — José Octavio Bordón, da FREPASO — com 20 pontos porcentuais de diferença. Estabilidade econômica e crescimento econômico estável começou na presidência Alfonsín permaneceu, o país manteve um crescimento de 9% anual em cima de uma inflação insignificante. O processo de desinflação foi contínuo e sustentado, de 4% em 1990 para 2,4% em 1991, 1,5% em 1992, 1,4% em 1993, 1,9% em 1994, 0,6% em 1995 e 0% em 1996. Ao final de 1998, a Corte Suprema decide que Menem não pode ser presidente pela terceira vez consecutiva. No segundo mandato, Menem manteve-se as políticas econômicas da primeira etapa de governo.

### O governo de Fernando de la Rúa (1999-2001)
Fernando de la Rúa candidato pela União Cívica Radical, foi eleito com 48.05% dos votos, assume a 10 de dezembro de 1999. Seu governo foi marcado pelo aumento do desemprego e da pobreza. A dívida externa aumentou em quase 82 bilhões de dólares. O plano do governo se mostrado insuficiente para atender os problemas sócio-econômicos da população. A eleições legislativas de 2001, o peronismo ganhou com 40% em todo o país, com 24% de uma Aliança dizimados perdeu mais de 4.500.000 votos. Três meses depois, em meio a fortes protestos, nas proximidades da Casa Rosada e do Congresso Nacional, e descontentamento que sofriam os políticos, sem o apoio de os governadores e de integrantes de seu partido, Fernando de la Rúa deixa o cargo.

### O governo de Eduardo Duhalde (2002-2003)
Ele Assume a presidência de forma interina eleito pela Assembleia Legislativa. Seu mandato provisório foi marcado pela desvalorização do peso e o protecionismo à produção interna. Seu plano econômico produtivista permitiu que a economia se recuperar rapidamente  a partir do primeiro semestre de 2002. Desde o início de 2003, os efeitos positivos da mudança na política econômica conduzida por Duhalde e gerida por Roberto Lavagna já estavam sendo observados. A atividade econômica ressurgiu graças ao comércio de exportação e da indústria local. Duhalde permanece no governo até maio de 2003 quando passa a faixa para o, também peronista, Néstor Kirchner.

### O governo de Néstor Kirchner (2003-2007)

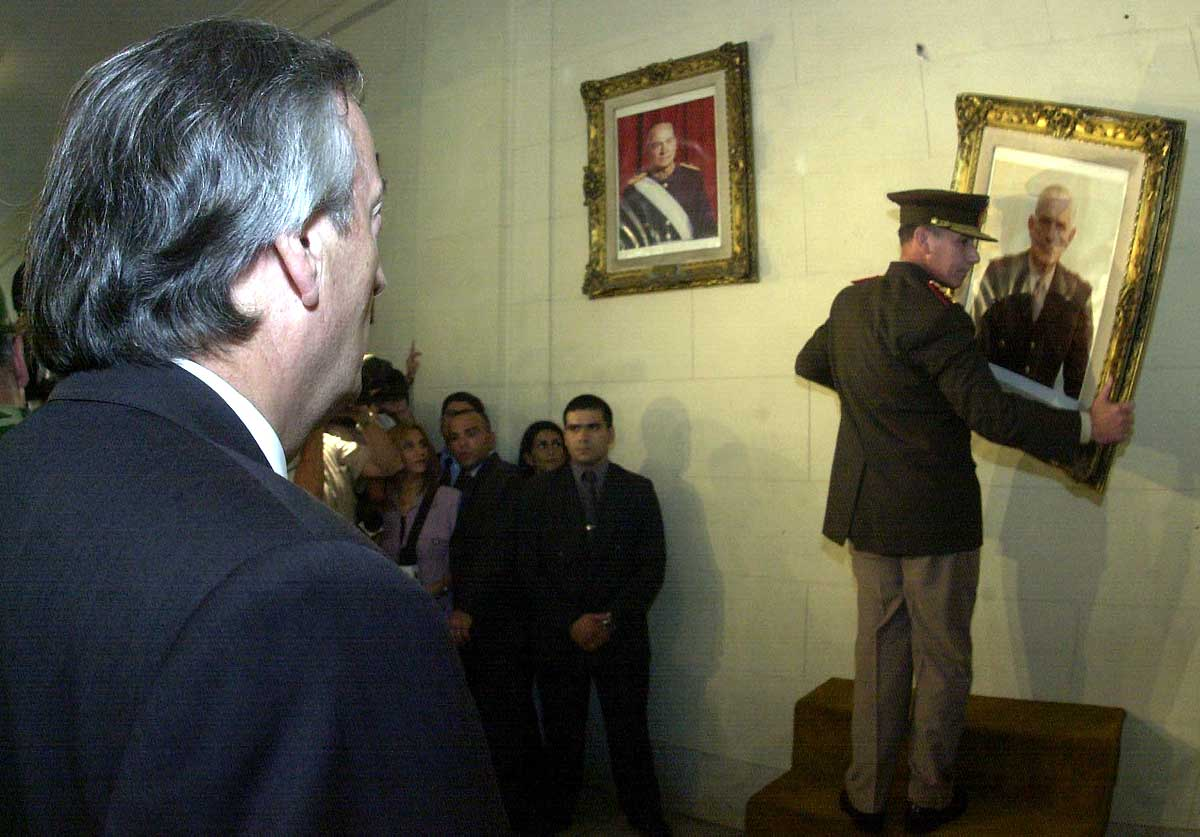
Kirchner observa a retirada do quadro do ex-presidente Reynaldo Bignone do Colegio Militar da Nação.

Em 27 de abril de 2003 realizou-se o primeiro turno das eleições presidenciais. Cinco candidatos reuniram a maioria dos votos: Carlos Menem (24%), Néstor Kirchner (22%), Ricardo López Murphy (16%), Adolfo Rodríguez Saá (14%) e Elisa Carrió (14%). Carlos Menem, o candidato vencedor do primeiro turno, não se apresentou ao segundo turno — com sua queda contínua nas pesquisas, intencionava "deslegitimar" a eleição de seu oponente. Assim, foi declarado eleito presidente Néstor Kirchner, que assumiu seu mandato em 25 de maio de 2003. Em meados de 2003 iniciou uma recuperação econômica rápida. De 2003-2011, o país registrou uma fase de crescimento, com taxas que variam em torno de 9% (8,8% em 2003, 9% em 2004, 9,2% em 2005, 8,5% em 2006, 8,7% em 2007, 6,8% em 2008, 9,2% em 2010, 8,9% em 2011) Kirchner fez uma crítica pública às violações dos direitos humanos durante a última ditadura militar (de 1976 a 1983, inicialmente encabeçada pelo general Jorge Rafael Videla) e convidou para fazer parte do governo membros de organismos de Direitos Humanos.
Kirchner assumiu confirmando Roberto Lavagna e outros membros do gabinete de Duhalde no seu governo. A linha política e econômica de centro-esquerda. No final de 2003, a dívida externa total situou-se em 178.000 milhões. Durante o ano, o governo de Nestor Kirchner conseguiu negociar um reescalonamento da dívida com instituições financeiras (FMI, Banco Mundial, Banco Interamericano de Desenvolvimento) para obter 75% da dívida removido, remova o maior percentual da história econômica internacional. Kirchner, seguindo o exemplo de Lula, feito o pagamento antecipado da totalidade da dívida com FMI (mais de 10 bilhões de dólares).
Após a estabilidade das contas internas, foi iniciada a política de superávit primário para acúmulo de reservas internacionais. Com isso as exportações foram impulsionadas e o Produto Interno Bruto cresceu  cerca de 9% ao ano.
Internacionalmente, Kirchner era parte de um grupo de líderes de vários países, junto com Lula (Brasil), Vázquez (Uruguai), Evo Morales(Bolívia), Michelle Bachelet (Chile), Rafael Correa (Equador) e Hugo Chávez (Venezuela), que levantou a possibilidade de uma coalizão de países da região a desenvolver políticas independentes dos poderes hegemônicos mundiais.Kirchner fez uma crítica pública às violações dos direitos humanos durante a última ditadura militar (de 1976 à 1983) e convidou para fazer parte do governo membros de organismos de Direitos Humanos.

### O governo de Cristina Fernandez (2007-2015)

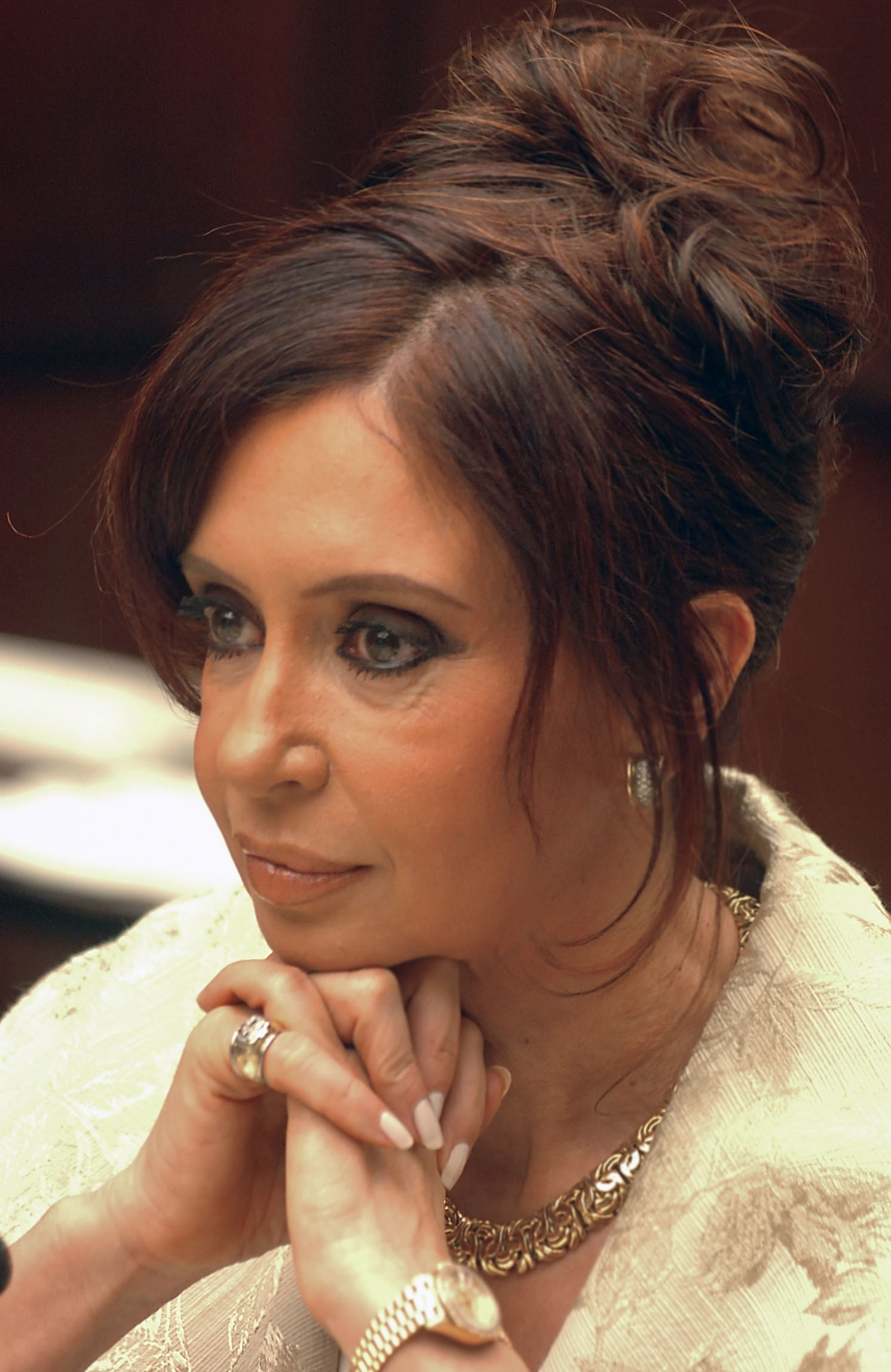
Cristina Kirchner.

Em 28 de outubro de 2007 foi eleita Cristina Fernandez 55ª presidente da Argentina, a primeira mulher eleita pelo voto direto, no país, sendo reeleita em 2011, com mais de 54% dos votos, a maior vitória eleitoral desde 1983. Ele também recebeu uma diferença de 37,3% em comparação com a segunda lista, o maior da história. Cristina Kirchner assumiu o governo em 10 de dezembro de 2007. Sua eleição representa um marco histórico por ser a primeira mulher à frente do governo nacional, mas que não conseguiu mostrar identidade própria até então, confirmando um continuísmo. Uma das medidas decretadas foi a estatização do sistema de previdência privada.
Durante o seu governo criou 200.000 novas empresas na indústria, comércio e serviços. Desde 2003, substituindo o PIB industrial dobrou. Durante seu governo, aumentou consideravelmente o número de reservas internacionais, a Argentina teve, em 2011, com US $ S 251 bilhões em ativos estrangeiros, dos quais U $ S 46 bilhões são reservas. O governo Cristina Fernández criou 3,5 milhões de postos de trabalho com carteira assinada. Entre 2003 e 2011, houve uma acentuada queda da taxa de desemprego. Em 2011, a taxa caiu para 7,4%. Foi o quarto trimestre de 2012 a taxa de desemprego diminuiu para 6,9% Em agosto de 2013 anunciou um aumento de 25% no salário mínimo tornou-se o maior da América Latina em termos de compra, chegando a 3.600 pesos, também eliminou impostos sobre os salários.
Segundo um informe de 2010 da Comissão Econômica para América Latina e o Caribe, a pobreza se encontrava em 11,3%, o que significou uma redução de 34,1 pontos percentuais. A taxa de pobreza da Argentina se tornou a segunda mais baixa da América Latina, atrás somente do Uruguai (10,7%). A indigência diminuiu de 7,2% para 3,8%. A política educacional do governo Cristina Fernández é uma continuação da gestão de Néstor Kirchner. A porcentagem do PIB destinado à educação cresceu desde 3,64% em 2003 para 6,02% em 2010. Em termos absolutos, passou de 14.501 milhões de pesos em 2003 a 89.924 milhões de pesos em 2010, cerca de 520% a mais. Após o plano quinquenal do governo do Juan Domingo Perón entre 1947 e 1951, o período de 2003 a 2010 foi o de maior construção de escolas na história da Argentina. Entre 1969 e 2003, os diferentes governos nacionais financiaram a construção de um total de 427 escolas, enquanto que entre 2003 e 2010 se construíram mais 1200 escolas que beneficiaram a meio milhão de alunos. Ele também criou mais de dez novas universidades.

### O governo de Mauricio Macri (2015-2019)

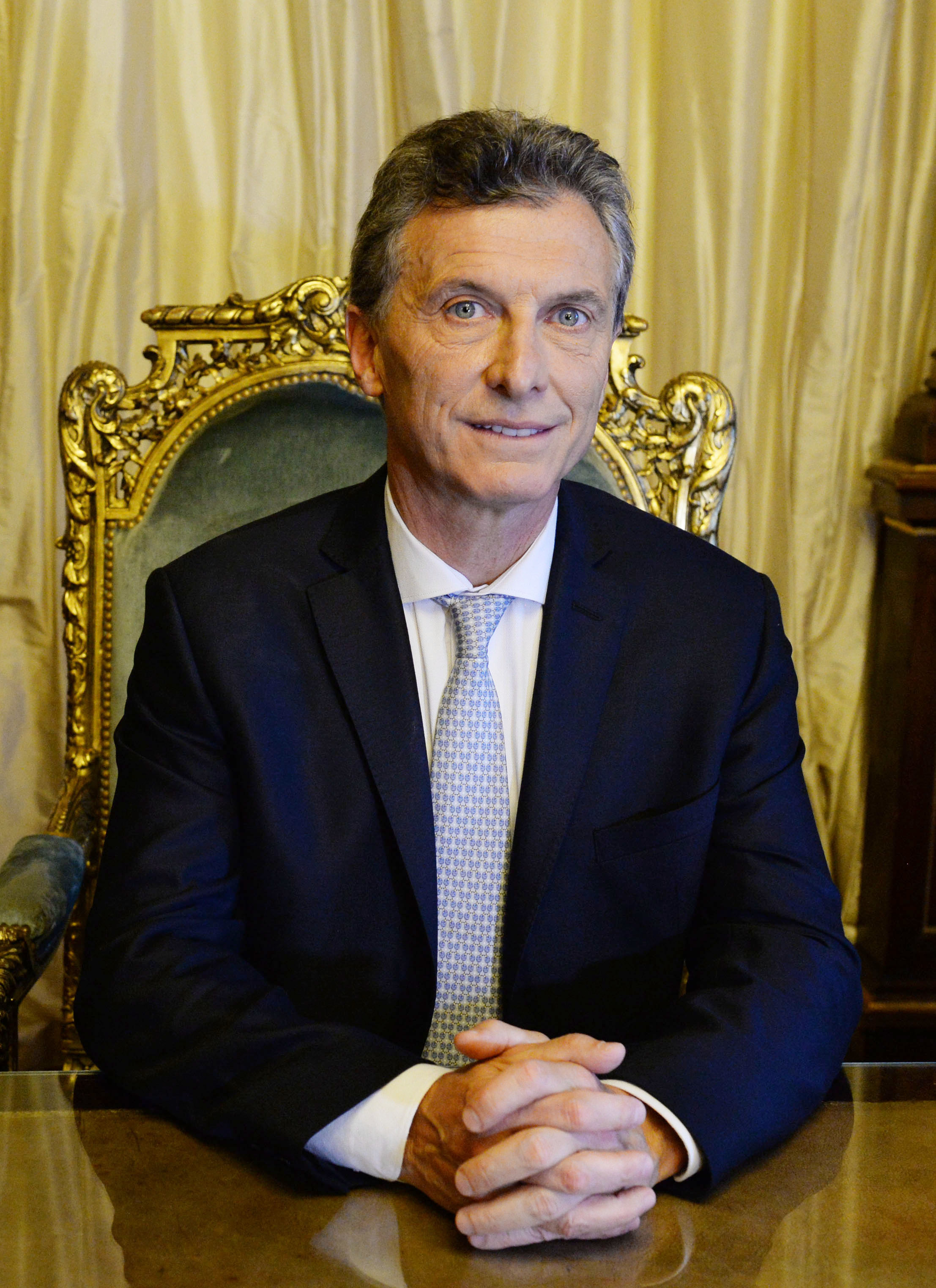
Mauricio Macri

Nas eleições presidenciais de 25 de outubro de 2015, Daniel Scioli da Frente para a Vitória e Mauricio Macri, líder do partido conservador-liberal Proposta Republicana, foram classificados para um segundo turno. Em 22 de Novembro Macri ganhou a eleição com 51,34% dos votos válidos.
É a primeira vez, em cem anos desde a instituição do voto no país, que é eleito um candidato civil não peronista nem radical social-democrata. O partido de Macri faz parte de uma coligação, com o qual governa Argentina desde 10 de dezembro de 2015.

### O governo de Alberto Fernández (2019-2023)
Nas eleições de 2019, buscou reeleição, mas não obteve sucesso, perdendo para o candidato Alberto Fernández da Frente de Todos. A inflação continuou em alta e a Argentina passa pela pior crise desde 2001–2002. O governo teve como grandes desafios econômicos a renegociação e adiamento da dívida externa e a pandemia de COVID-19.

### O governo Javier Milei (2023 - presente)

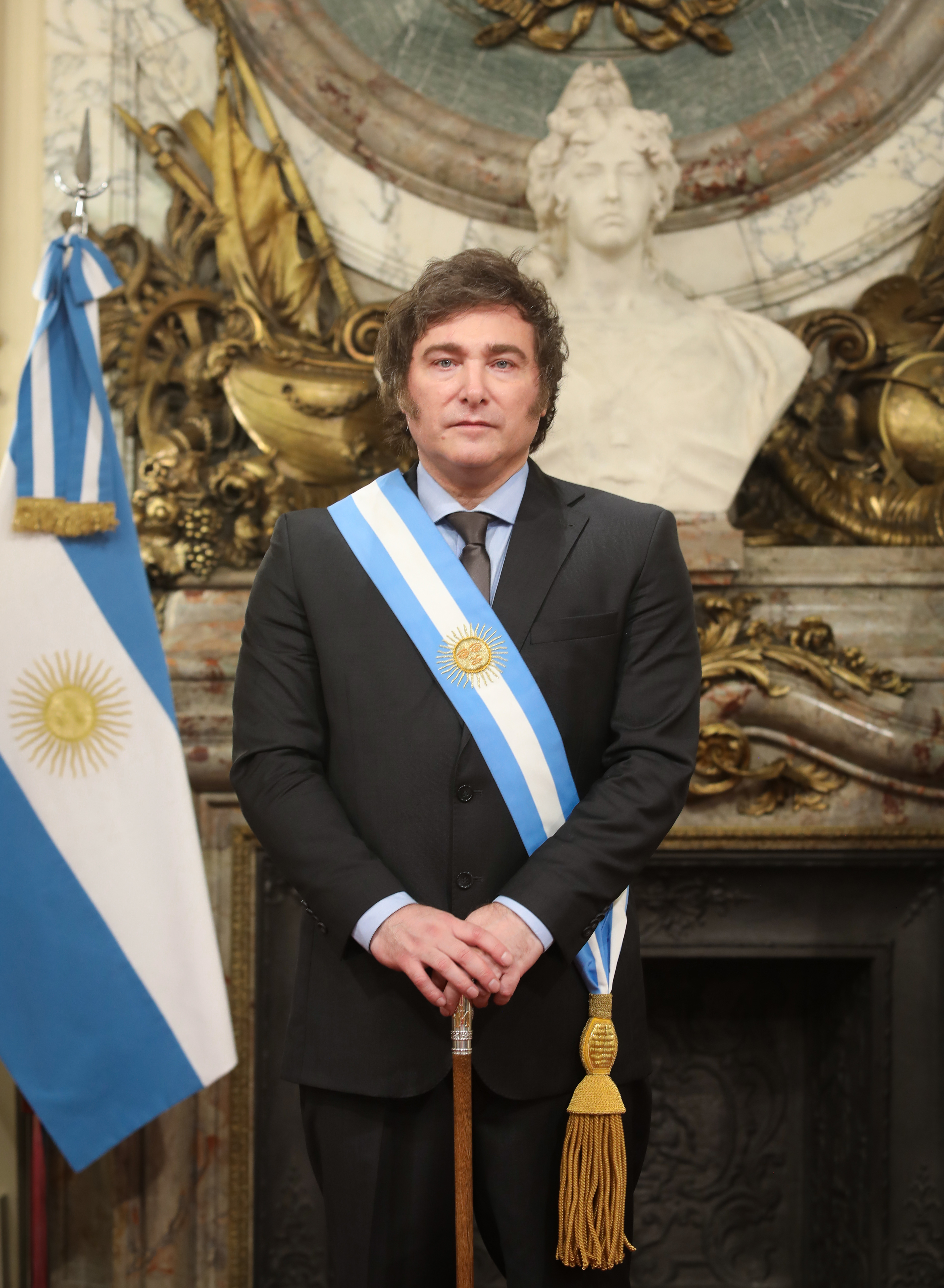
Javier Milei

Em novembro de 2023, é eleito presidente com um discurso radical e antipolítica o economista e ultraliberal de direita Javier Milei, sua eleição marcou a vitória de um candidato que não pertencia a nenhuma das duas correntes políticas que dominaram a política argentina nas últimas duas décadas 
Tomou posse em 10 de dezembro do mesmo ano, sua gestão tem sido marcada por medidas de auteridade fiscal como a  "Lei Ômnibus", para enfrentar a grave crise econômica que o país atravessa, com destaque para a hiperinflação que passa dos 250% ao ano 